# 14. Juli
Der 14. Juli ist der 195. Tag des gregorianischen Kalenders (der 196. in Schaltjahren), somit bleiben noch 170 Tage bis zum Jahresende.

## Ereignisse

### Politik und Weltgeschehen
- 1223: Der französische König Philipp II. stirbt. Mit der Krönung seines erstgeborenen Sohnes Ludwig zu seinem Nachfolger wenige Wochen später wird die Erbmonarchie in Frankreich begründet.
- 1420: Kaiser Sigismunds Versuch, die Stadt Prag den Hussiten unter ihrem Anführer Jan Žižka zu entreißen, scheitert in der Schlacht am Veitsberg.
- 1500: Das Großfürstentum Litauen und das Königreich Polen erleiden in der Schlacht an der Wedrosch eine Niederlage gegen das Großfürstentum Moskowien, das seine Ausdehnung damit fortsetzt.
- 1555: In Rom wird ein Ghetto für Juden geschaffen. Grundlage dafür ist die päpstliche Bulle Cum nimis absurdum, die sich gegen den Ausdruck sozialer Überlegenheit von Juden über Christen wendet. Viele Juden flüchten in der Folge aus dem Kirchenstaat.
- 1596: Engländer und Niederländer zerstören die von ihnen zwei Wochen zuvor besetzte Hafenstadt Cádiz.
- 1677: Schweden unter König Karl XI. besiegt Dänemark während des Nordischen Krieges in der Schlacht bei Landskrona.
- 1708: In der Schlacht bei Golowtschin besiegt das schwedische Heer unter König Karl XII. im Großen Nordischen Krieg eine überlegene russische Armee.
- 1720: Der Frieden von Frederiksborg beendet den Konflikt zwischen Dänemark und Schweden im Großen Nordischen Krieg.
- 1787: Der Kontinentalkongress beschließt die Northwest Ordinance, mit der die US-Bundesstaaten an der Ostküste ihre Ansprüche auf Gebiete westlich der Appalachen an die Bundesregierung übertragen. Damit wird das Nordwestterritorium an den Großen Seen gegründet.

1789: Erstürmung der Bastille

- 1789: Pariser Bürger stürmen die Bastille und befreien die sieben darin befindlichen Gefangenen. Der Kommandant Bernard-René Jordan de Launay und ein weiterer Wachsoldat werden trotz Zusicherung freien Geleits ermordet. Das Ereignis gilt als Beginn der Französischen Revolution.

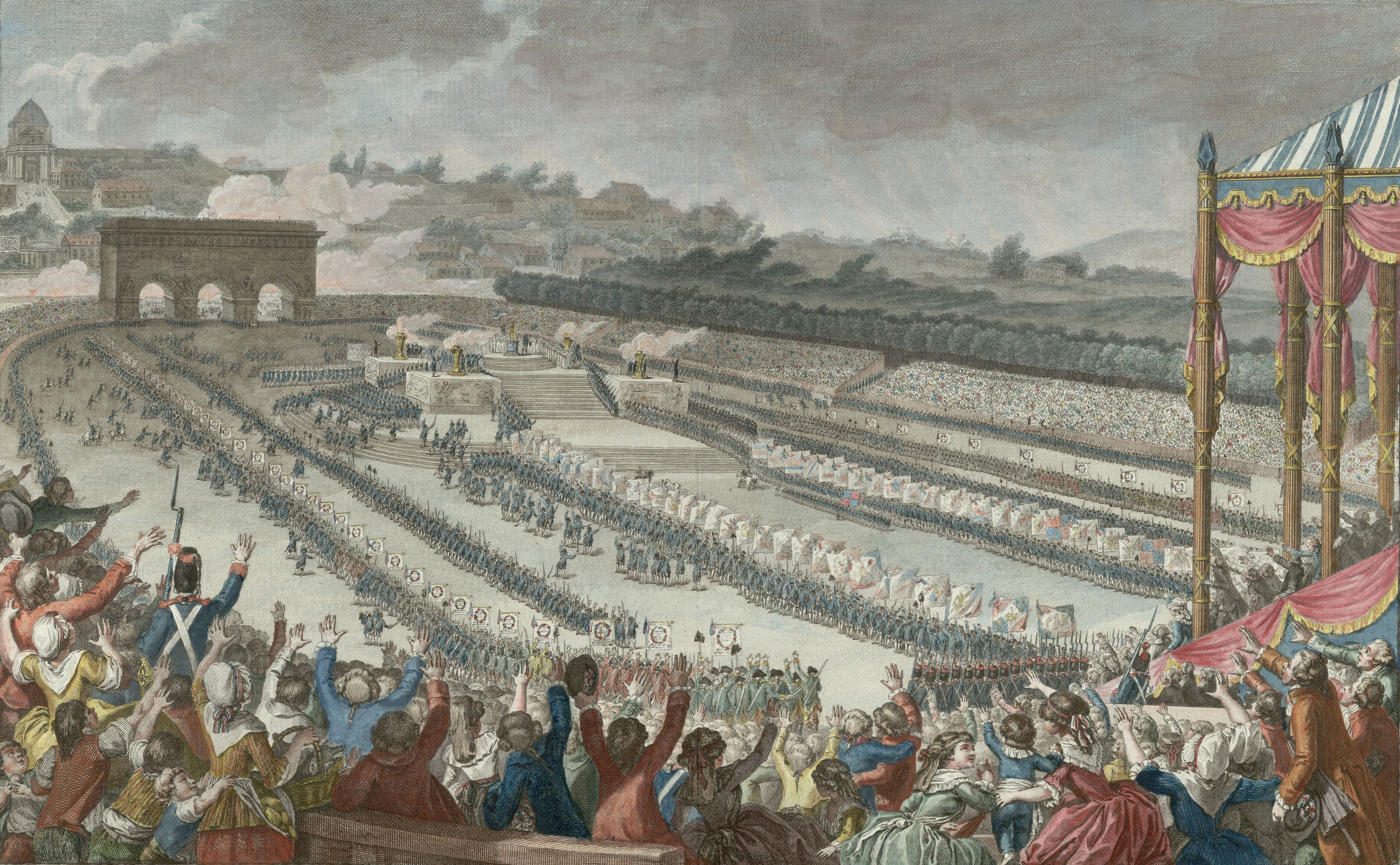
1790: Das Föderationsfest

- 1790: Anlässlich des ersten Jahrestags der Erstürmung der Bastille wird in Frankreich das Föderationsfest abgehalten.
- 1791: Im englischen Birmingham beginnen die religiös-politisch motivierten Priestley Riots, die drei Tage später durch Militäreinheiten unterdrückt werden.
- 1795: In Frankreich wird die Marseillaise Nationalhymne.
- 1861: In Baden-Baden wird Preußens König Wilhelm I. bei einem Attentat leicht verletzt.
- 1866: Augsburg wird provisorischer Sitz des Deutschen Bundes, nachdem der Bundestag wegen des Deutschen Krieges von Frankfurt am Main hierher übersiedelt ist.
- 1879: In Berlin erfolgt die Gründung des Reichsschatzamtes.
- 1880: Der Jahrestag der Erstürmung der Bastille von 1789 und des Föderationsfests von 1790 wird in Frankreich erstmals als Nationalfeiertag gefeiert.
- 1880: Reichskanzler Otto von Bismarck lenkt im Kulturkampf gegen die katholische Kirche ein: Das Brotkorbgesetz wird aufgehoben und die Bischöfe vom Eid auf preußische Gesetze befreit.
- 1884: Gustav Nachtigal nimmt Kamerun durch Hissen der deutschen Flagge in der Hauptstadt Douala als „deutsches Schutzgebiet“ in Besitz.
- 1889: Ein Internationaler Arbeiterkongress mit etwa 400 Delegierten aus 20 Staaten wird in Paris eröffnet, an dessen Ende sechs Tage später die Sozialistische Internationale, später auch als zweite Internationale bezeichnet, ausgerufen wird.
- 1900: Das internationale Truppenkontingent nimmt in der Zeit des Boxeraufstands die chinesische Stadt Tientsin ein.
- 1920: Während ihrer Gegenoffensive im Polnisch-Sowjetischen Krieg erobert die Rote Armee Vilnius.
- 1933: Im Zuge der Gleichschaltung wird im Deutschen Reich das Gesetz gegen die Neubildung von Parteien, mit dem die NSDAP zur einzigen rechtmäßigen Partei erklärt wird, sowie das Gesetz über den Widerruf von Einbürgerungen und die Aberkennung der deutschen Staatsangehörigkeit beschlossen. Außerdem wird das Gesetz zur Verhütung erbkranken Nachwuchses verabschiedet, mit dem die Aktion T4 eingeleitet wird.
- 1945: Das Fraternisierungsverbot wird gelockert. Amerikanische Besatzungssoldaten in Deutschland erhalten die Erlaubnis, „auf Straßen und Plätzen Unterhaltungen mit erwachsenen Deutschen zu führen.“
- 1949: Der 1. Mai wird zum österreichischen Staatsfeiertag bestimmt.
- 1950: In Korea beginnt die Schlacht um Daejeon, in der US-Truppen versuchen die nordkoreanische Offensive für einige Tage zu verzögern. Die Kämpfe führen zu hohen Verlusten der Amerikaner.
- 1958: In einem von Abd al-Karim Qasim angeführten Putsch wird im Irak mit der Ermordung Faisals II. die Monarchie abgeschafft; der Jahrestag des Ereignisses ist bis 1968 der irakische Nationalfeiertag.
- 1961: In seiner Sozialenzyklika Mater et magistra fordert Papst Johannes XXIII. gerechte Löhne und Mitbestimmung der Arbeiter in den Betrieben. Gleichzeitig wendet er sich gegen hemmungslosen Luxus weniger Reicher.
- 1969: Zwei Wochen nach gewalttätigen Auseinandersetzungen bei einem WM-Qualifikationsspiel der beiden Länder bricht der bis zum 18. Juli dauernde „Fußballkrieg“ zwischen Honduras und El Salvador aus.
- 1976: António Ramalho Eanes, Wahlsieger der ersten freien Präsidentenwahl Portugals nach der Nelkenrevolution von 1974, tritt sein Amt an.
- 1987: Die Kuomintang-Regierung der Republik China auf Taiwan hebt den seit 38 Jahren landesweit geltenden Ausnahmezustand auf, was einen entscheidenden Schritt in Richtung Demokratisierung bedeutet.
- 1997: Der polnische Staatspräsident Aleksander Kwaśniewski und Polens Ministerpräsident Włodzimierz Cimoszewicz treffen in Bonn zum ersten deutsch-polnischen Gipfel ein.
- 1997: In Nairobi, Kenia kommt es zu blutigen Straßenschlachten mit mehreren Tausend Studenten, die den Rücktritt von Staatspräsident Daniel arap Moi fordern.
- 1998: Das Bundesverfassungsgericht macht den Weg zur Einführung der Rechtschreibreform frei.
- 2002: Drei Zuschauer überwältigen in Paris den Franzosen Maxime Brunerie, als dieser bei der Parade zum Nationalfeiertag mit einem Karabiner den Staatspräsidenten Jacques Chirac töten will.
- 2016: Während der Feierlichkeiten zum Nationalfeiertag in Frankreich verüben islamistische Terroristen mithilfe eines LKW einen Anschlag in Nizza, bei dem 86 Menschen getötet und mehr als 400 verletzt werden.

### Wirtschaft

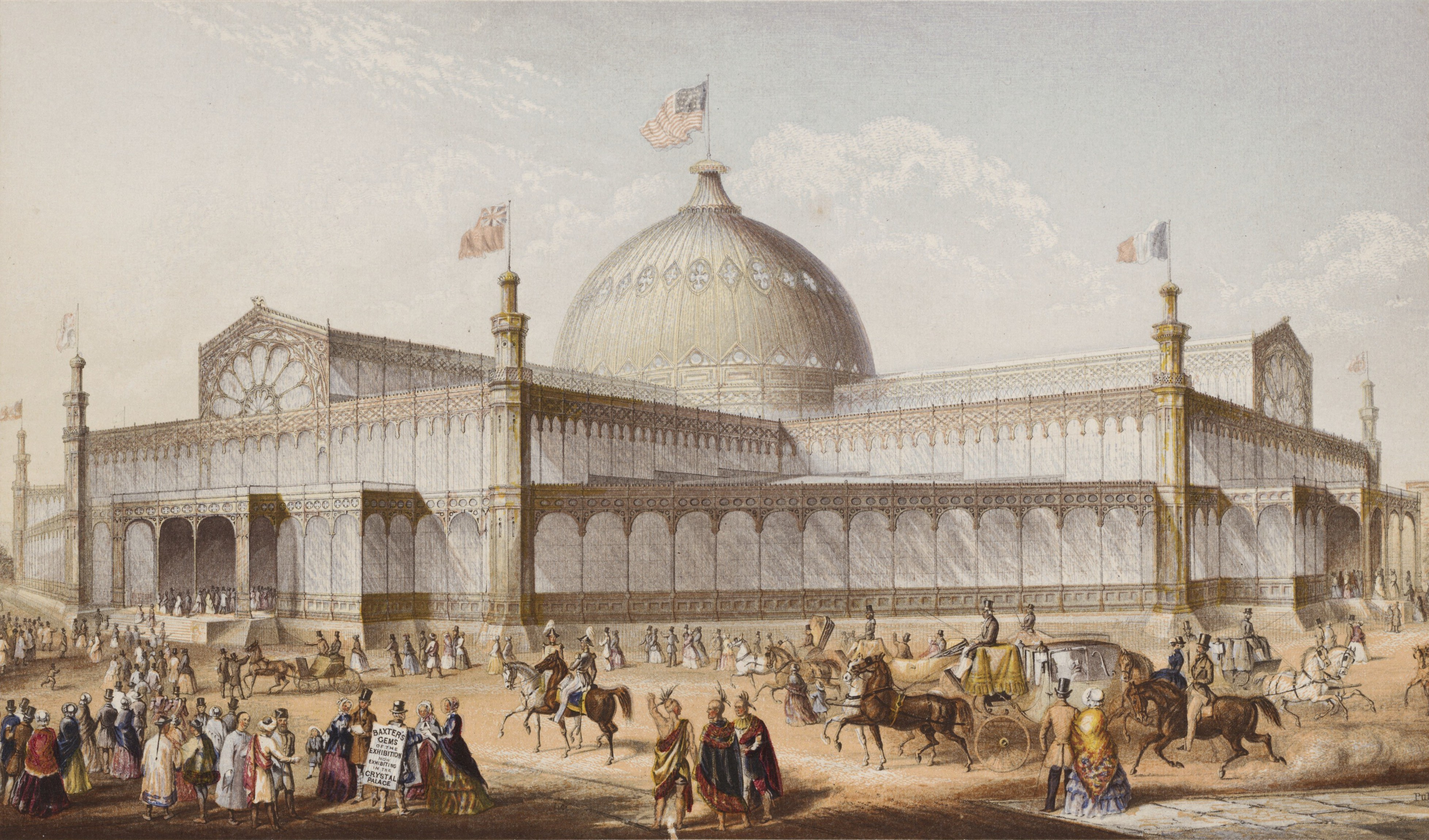
1853: Das Ausstellungsgelände

- 1853: Franklin Pierce eröffnet die Exhibition of the Industry of All Nations in New York City. Die Weltausstellung dauert bis zum 1. November 1854.

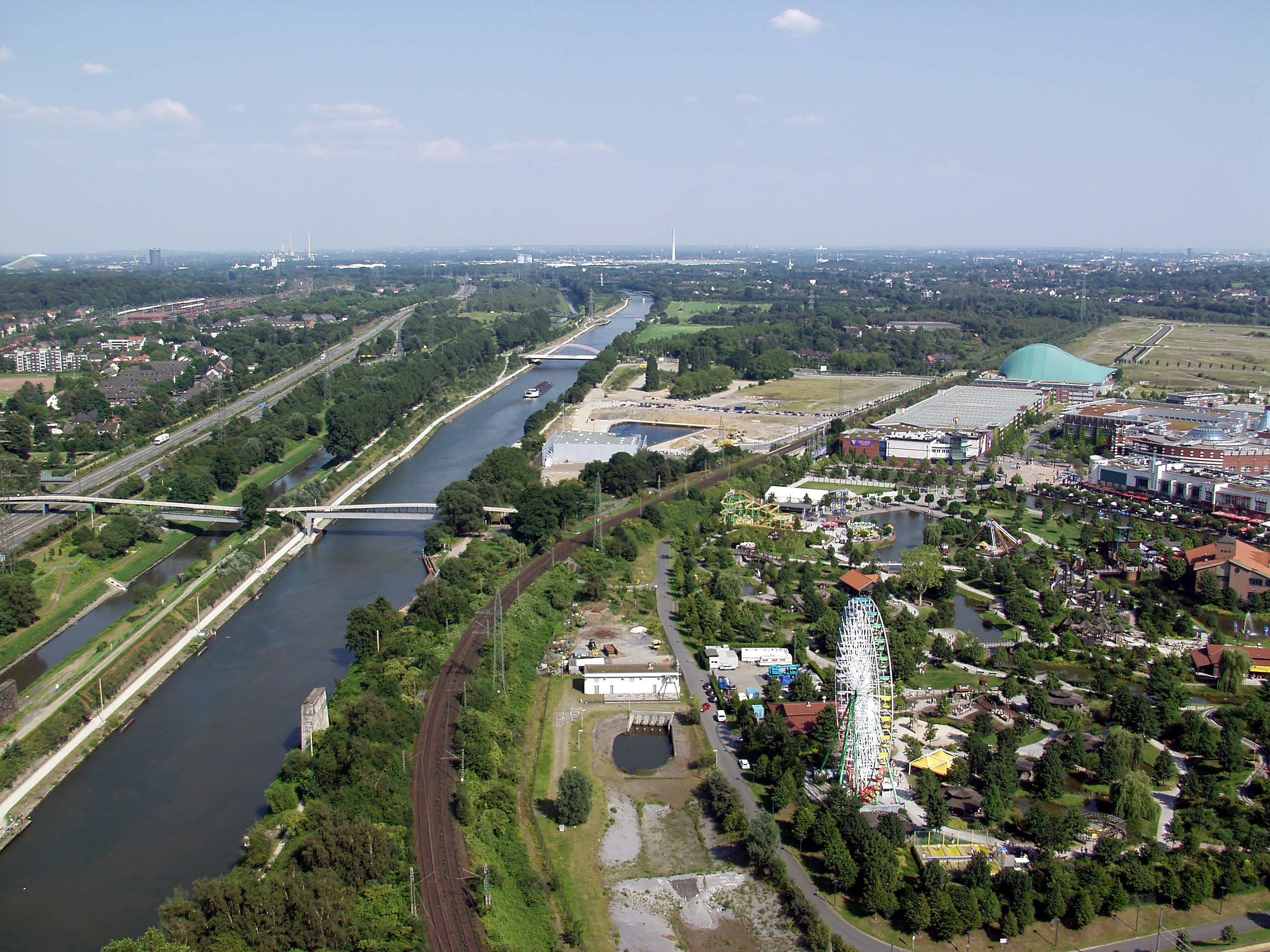
1914: Der Rhein-Herne-Kanal bei Oberhausen

- 1914: Der Rhein-Herne-Kanal wird nach 8 Jahren Bauzeit für die Schifffahrt freigegeben.
- 1931: Die Deutsche Bankenkrise führt zur Anordnung mehrerer allgemeiner Bankfeiertage in Deutschland durch die Regierung Brüning, um einem Ansturm verunsicherter Kunden zwecks Rückzahlung ihrer Einlagen vorzubeugen.
- 1958: Im ein Jahr zuvor unabhängig gewordenen Ghana löst das Ghanaische Pfund das koloniale Westafrikanische Pfund als Währung ab.
- 2020: Die Schließung der österreichischen Commerzialbank Mattersburg wird von der FMA angeordnet.

### Wissenschaft und Technik
- 1729: Der Physiker Stephen Gray baut die erste Freileitung der Welt, um nachzuweisen, dass man elektrische Energie übertragen kann.
- 1798: In Eisleben wird auf Veranlassung der kurfürstlich sächsischen Regierung eine Bergschule gegründet
- 1995: Die Dateiendung .mp3 als Abkürzung für ISO MPEG Audio Layer 3 wird festgelegt.

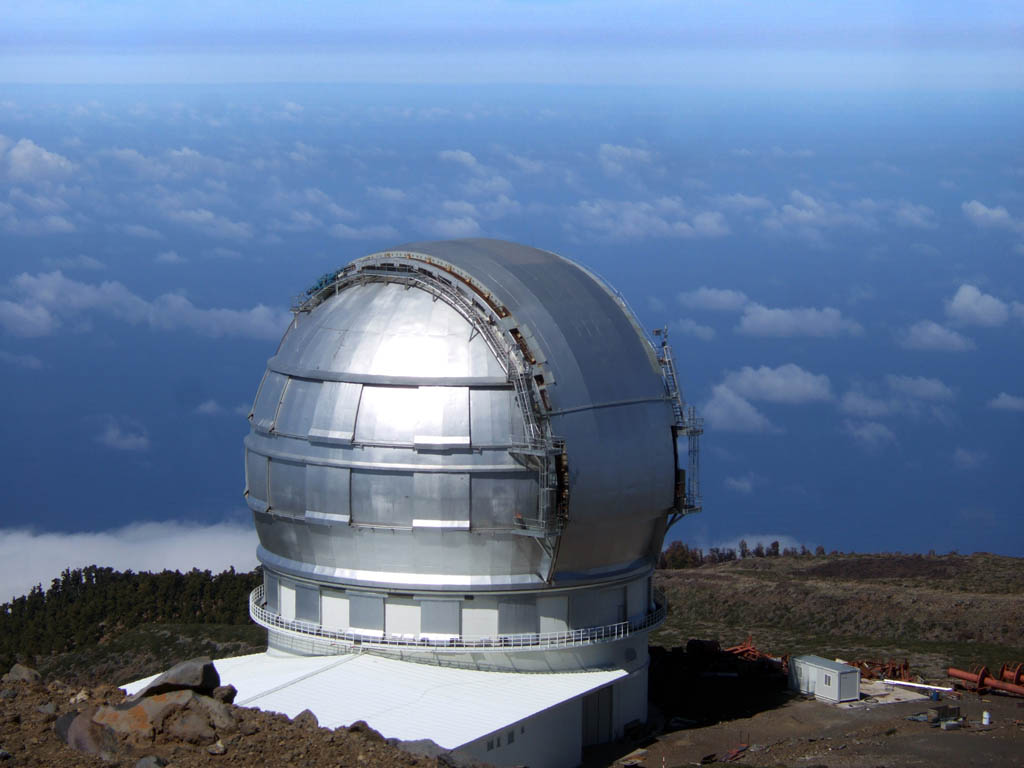
2007: Gran Telescopio Canarias

- 2007: Das Spiegelteleskop Gran Telescopio Canarias (GTC) auf dem Roque de los Muchachos auf der Kanareninsel La Palma nimmt den Testbetrieb auf.
- 2015: Die NASA-Raumsonde New Horizons passiert den Zwergplaneten Pluto.

### Kultur
- 1787: Die Oper Les Promesses de mariage von Henri Montan Berton wird an der Opéra-Comique in Paris uraufgeführt.

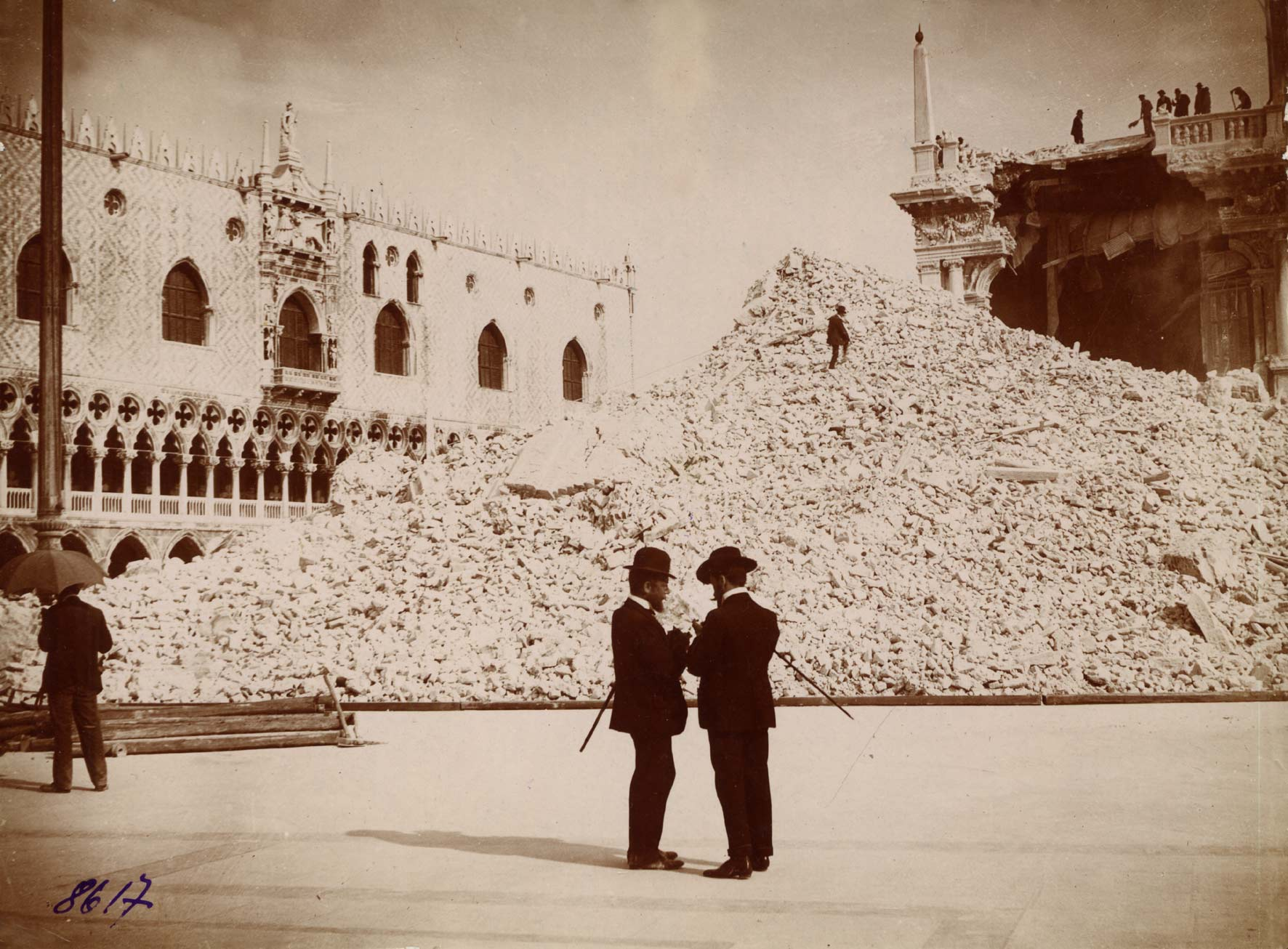
1902: Ruinen des Campanile San Marco

- 1902: Der zu Beginn des 10. Jahrhunderts errichtete Campanile di San Marco, der Glockenturm des Markusdoms in Venedig, stürzt in sich zusammen.
- 1955: Der Spielfilm Drei Männer im Schnee nach dem gleichnamigen Roman von Erich Kästner wird in Köln uraufgeführt.
- 2007: Zum Abschlusskonzert von Genesis anlässlich ihrer Turn It On Again-Tournee kommen in Rom bei freiem Eintritt etwa 500.000 Fans in den Circus Maximus.
- 2008: In den USA erscheint auf dem Cover des New Yorkers die kontroverse Karikatur The Politics of Fear von Barry Blitt, die Barack und Michelle Obama als Terroristen darstellt.

### Gesellschaft
- 1476: Nach der Verhaftung des Paukers von Niklashausen kommt es zu Massenprotesten und einem erfolglosen Befreiungsversuch.
- 1881: Der Revolverheld William Bonney, genannt Billy the Kid, wird von seinem früheren Freund Pat Garrett, nunmehr Sheriff in Lincoln County, erschossen.

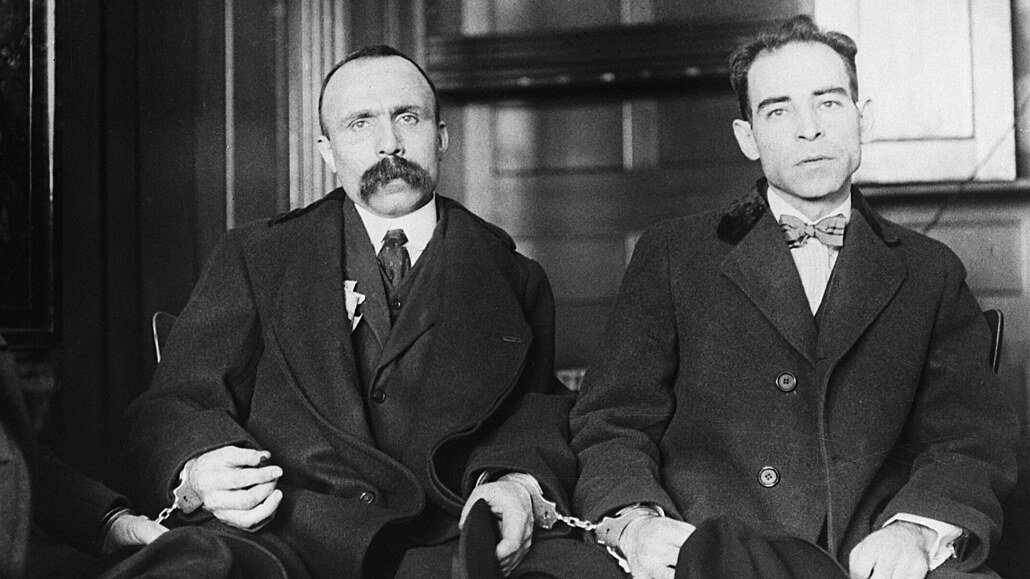
1921: Sacco (rechts) und Vanzetti als Angeklagte

- 1921: In Massachusetts werden die des Raubmords beschuldigten Ferdinando Sacco und Bartholomeo Vanzetti schuldig gesprochen. Sechs Jahre später erhalten sie dafür die Todesstrafe.
- 1966: In der Nacht vom 13. auf den 14. ermordet Richard Speck in einem Schwesternwohnheim in Chicago acht Schwesternschülerinnen. Eine Überlebende kann nach ihrer Flucht die Polizei alarmieren.

### Religion
- 0939: Der in Rom herrschende Fürst Alberich II. ernennt Stephan VIII. zum Papst. Das Kirchenoberhaupt steht unter dem Einfluss Alberichs.
- 1555: In der Päpstlichen Bulle Cum nimis absurdum betont der erst kürzlich gewählte Papst Paul IV., dass die Juden, die er als Christusmörder bezeichnet, durch ihre eigene Schuld von Gott zu ewiger Knechtschaft verdammt seien.
- 1570: Das einheitliche Missale Romanum wird von Papst Pius V. mit der Bulle Quo primum veröffentlicht. Das neue Messbuch wurde vom Konzil von Trient erarbeitet.

### Katastrophen
- 1918: Das deutsche U-Boot UB 105 versenkt im östlichen Mittelmeer den französischen Passagierdampfer Djemnah. 436 Passagiere und Besatzungsmitglieder kommen ums Leben.
- 2006: Der Tropische Sturm Bilis trifft in China aufs Festland und verursacht in der Provinz Hunan das schlimmste Hochwasser seit 100 Jahren.
- 2006: Infolge der Bombardierung eines südlich von Beirut gelegenen Elektrizitätswerks während des Zweiten Libanonkrieges laufen zwischen 10.000 und 35.000 Tonnen Heizöl in das Mittelmeer und lösen dort eine der bisher schlimmsten Umweltkatastrophen aus. Durch die von Israel verhängte Blockade ist eine Bekämpfung der Katastrophe nicht möglich.

Kleinere Unglücksfälle sind in den Unterartikeln von Katastrophe und in der Liste von Katastrophen aufgeführt.

### Sport
- 1820: Der Rocky-Mountains-Berg Pikes Peak in Colorado wird vom Botaniker Edwin James und zwei Begleitern als Ersten bestiegen.

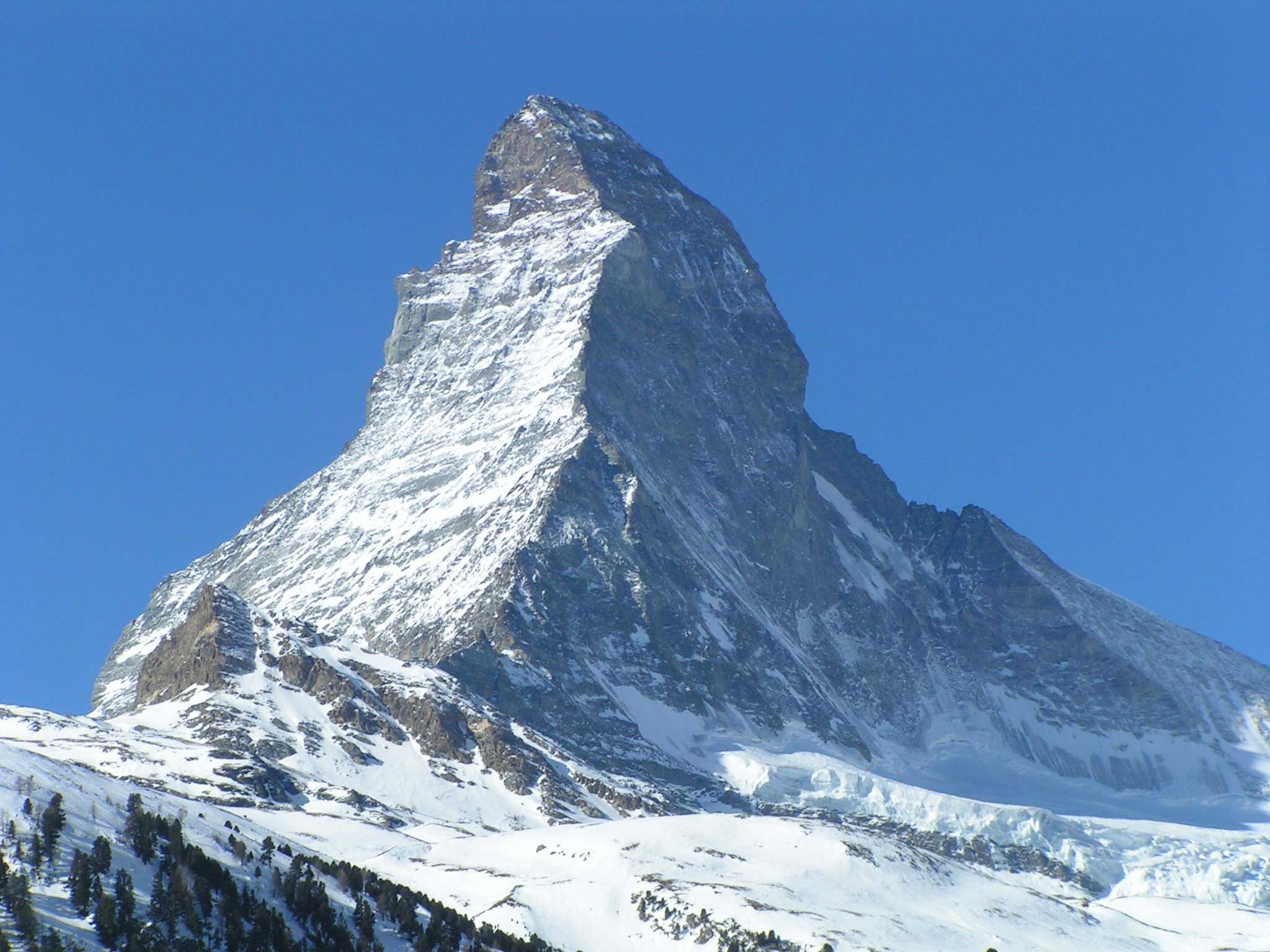
1865: Das Matterhorn

- 1865: Einer von Edward Whymper geführten Seilschaft gelingt die Erstbesteigung des Matterhorns. Beim Abstieg finden vier Alpinisten den Tod.
- 1865: Der höchste Berg Vorarlbergs, der Große Piz Buin, wird von einer vierköpfigen Bergsteigergruppe um Josef Anton Specht erstmals bestiegen.
- 1920: Die erste Ausgabe der von Walther Bensemann ins Leben gerufenen Sportzeitschrift Der Kicker erscheint.
- 1951: Der Argentinier José Froilán González erringt beim Großen Preis von Großbritannien in Silverstone den ersten Grand-Prix-Sieg für Ferrari in der Geschichte der Formel 1.
- 1964: Der Franzose Jacques Anquetil gewinnt zum vierten Mal in Folge und zum fünften Mal insgesamt die Tour de France. Zweiter wird mit nur 55 Sekunden Rückstand sein Landsmann Raymond Poulidor.
- 1966: Der Franzose Lucien Aimar gewinnt die Tour de France vor dem Niederländer Jan Janssen.

Logo der World Games 2005

- 2005: In Duisburg werden die VII. World Games eröffnet. Sportler messen sich im internationalen Kräftevergleich in weltweit verbreiteten Sportarten, die nicht zum Wettkampf-Programm der Olympischen Spiele gehören.
- 2006: Die Richter des italienischen Fußballverbandes geben die Urteile im Manipulationsskandal bekannt: In erster Instanz müssen Juventus Turin, Lazio Rom und die AC Florenz in die Serie B absteigen und erhalten Punkteabzüge; die AC Mailand darf in der Serie A verbleiben, erhält jedoch ebenfalls einen Punktabzug. Außerdem werden Juventus die Meistertitel 2005 und 2006 aberkannt.
- 2019: England gewinnt den zwölften Cricket World Cup in England und Wales, indem sie im Finale Neuseeland nach Anzahl Boundaries besiegt.

Einträge von Leichtathletik-Weltrekorden befinden sich unter der jeweiligen Disziplin unter Leichtathletik.
Einträge zu Fußballweltmeisterschaftsspielen finden sich in den Unterseiten von Fußball-Weltmeisterschaft. Das Gleiche gilt für Fußball-Europameisterschaften.

## Geboren

### Vor dem 18. Jahrhundert
- 0926: Murakami, 62. Tennō von Japan
- 1294: Obizzo III. d’Este, Herr von Ferrara und Modena
- 1410: Arnold, Herzog von Geldern
- 1417: Giovanni Andrea Bussi, italienischer Prälat und Humanist

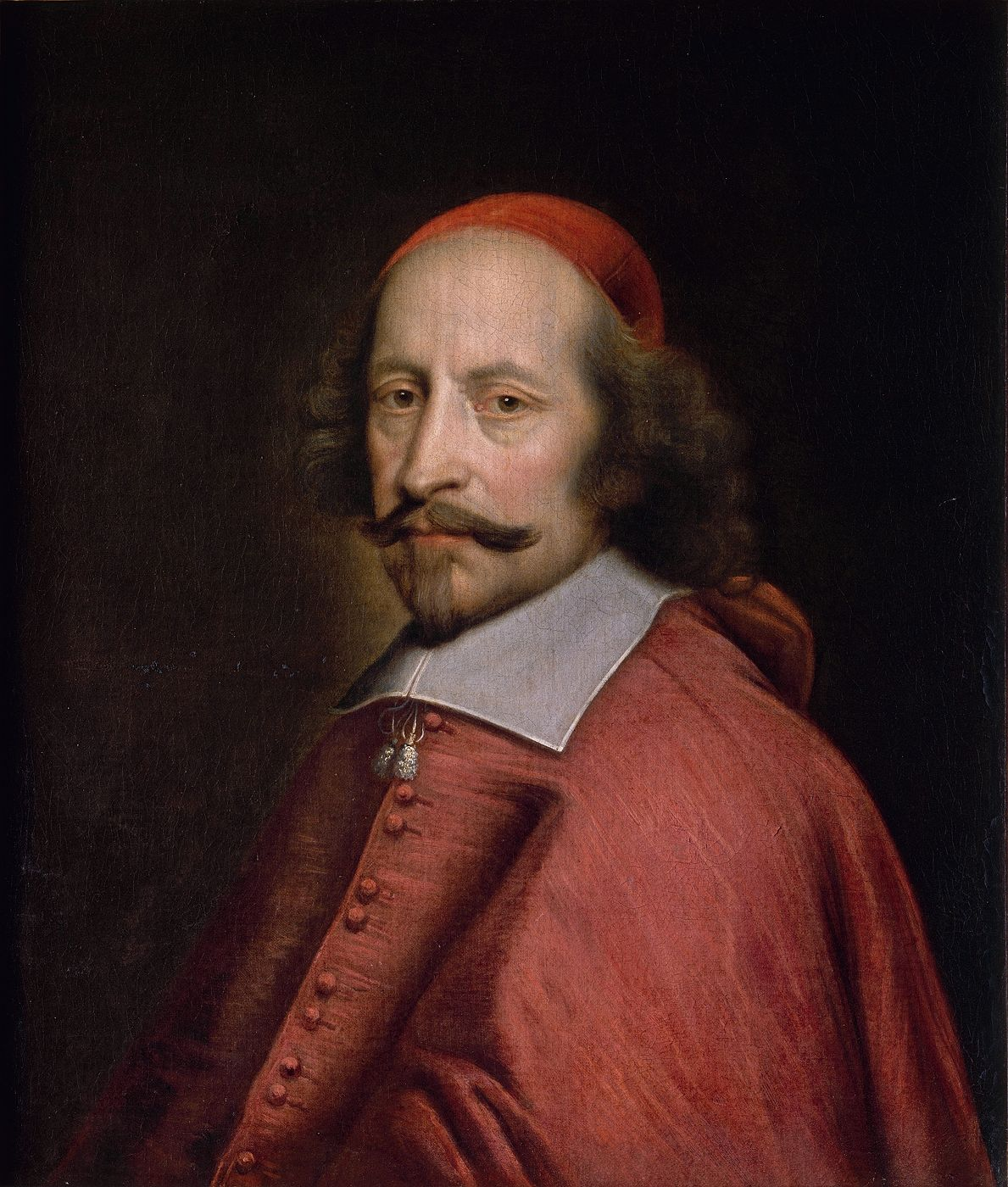
Jules Mazarin
(* 1602)

- 1448: Philipp, Kurfürst von der Pfalz
- 1454: Angelo Poliziano, italienischer Humanist und Dichter
- 1515: Philipp I., Herzog von Pommern-Wolgast
- 1526: Joachim von Neuhaus, Burggraf von Karlstein und Oberstkanzler von Böhmen
- 1575: August, Fürst von Anhalt-Plötzkau

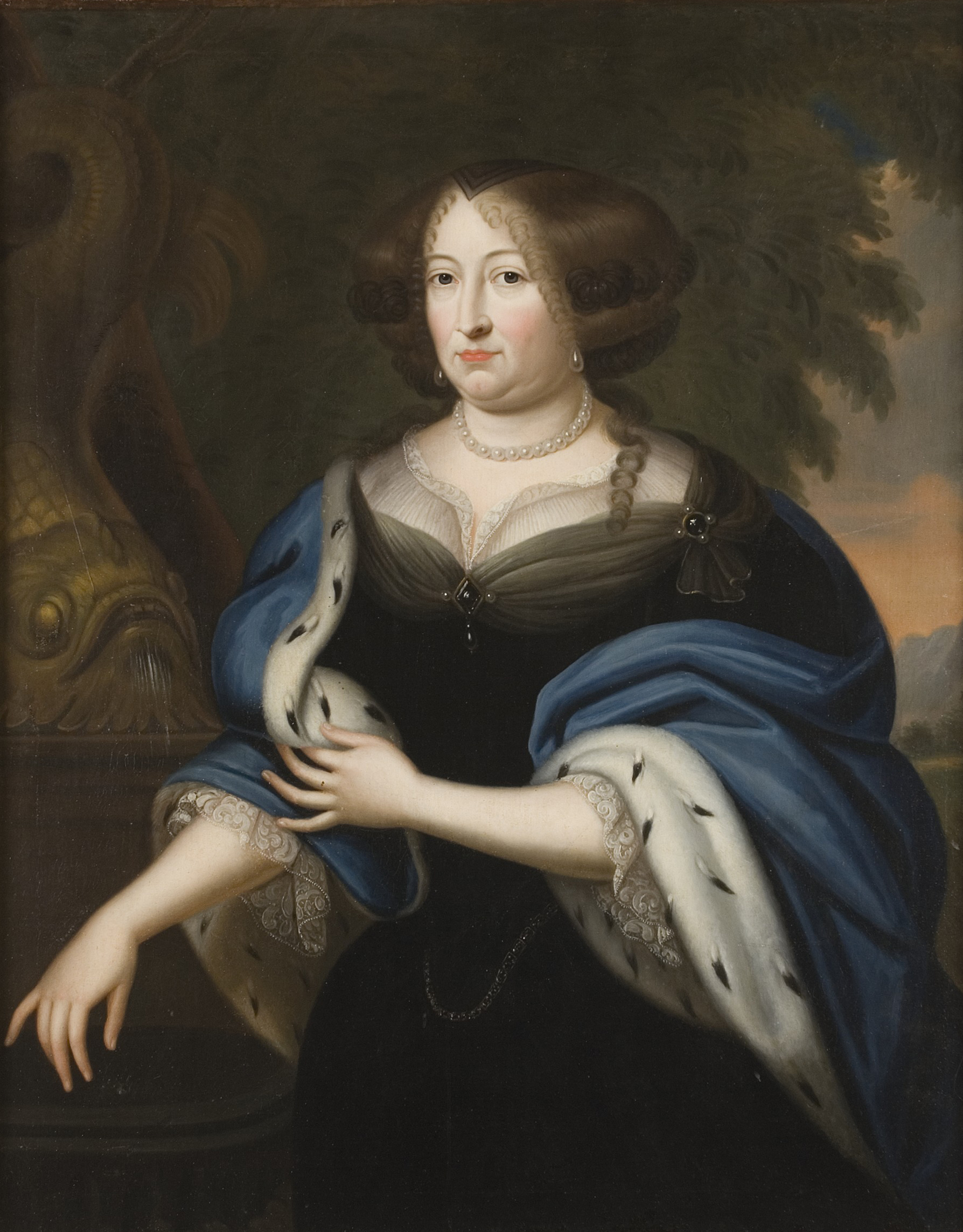
Hedwig Sophie von Brandenburg (* 1623)

- 1602: Jules Mazarin, französischer Diplomat und Kardinal italienischer Abstammung, regierender Minister (graue Eminenz)
- 1609: Kaspar Stockalper, Schweizer Großunternehmer und Politiker
- 1610: Ferdinando II. de’ Medici, Großherzog von Toskana
- 1618: Heinrich Bacmeister, deutscher Oberjustizrat und Kammerprokurator
- 1622: Sigismund II. Rákóczi, Prinz von Siebenbürgen
- 1623: Hedwig Sophie von Brandenburg, Landgräfin von Hessen-Kassel
- 1637: Ferdinand Bonaventura I. von Harrach, österreichischer Diplomat, und Staatsmann
- 1656: John Leake, englischer Admiral
- 1665: Bonaventura Stapf, Allgäuer Maler und Vergolder
- 1673: Joseph Abeille, französischer Architekt
- 1675: Claude Alexandre de Bonneval, französischer Adliger, Soldat und Abenteurer
- 1676: Caspar Abel, deutscher Historiker und Dichter
- 1691: Johann Wolfgang von Flüe, Schweizer Offizier und Politiker

### 18. Jahrhundert
- 1716: Ludwig Siegfried Vitzthum von Eckstädt, kursächsischer Diplomat und Verwalter der kurfürstlichen Kunstsammlungen

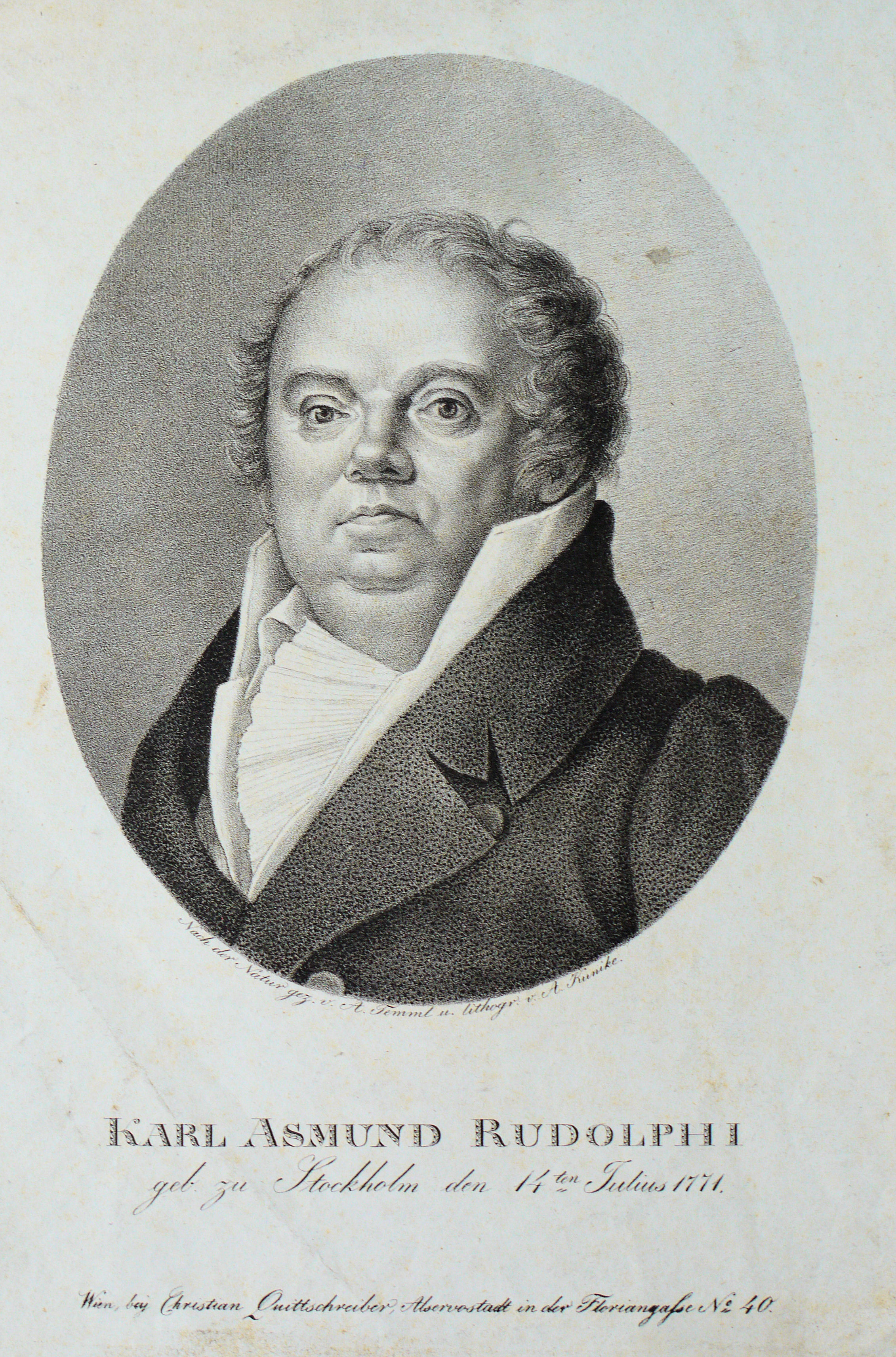
Karl Asmund Rudolphi (* 1771)

- 1729: John Penn, letzter britischer Kolonialgouverneur von Pennsylvania
- 1730: Dirk Lohmann, deutscher Orgelbauer
- 1743: Gawriil Romanowitsch Derschawin, russischer Poet
- 1750: Aaron Arrowsmith, englischer Kartograf, Graveur und Verleger
- 1750: Frederik von Haxthausen, dänisch-norwegischer Offizier und norwegischer Ministerpräsident
- 1764: Jean-François Varlet, französischer Politiker
- 1765: Pierre Dupont de l’Étang, französischer General

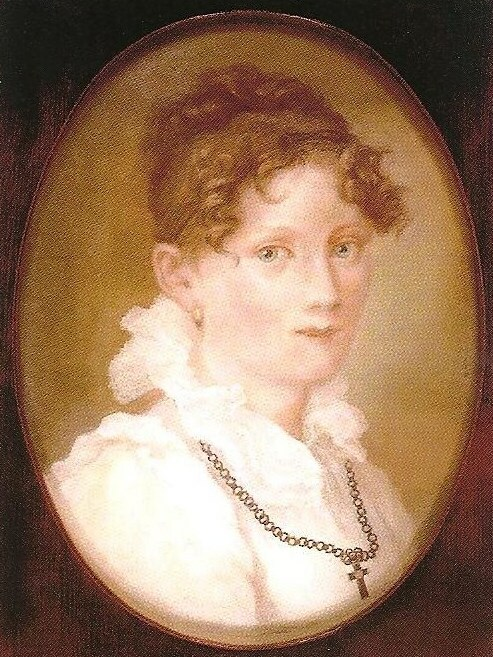
Caroline Friedrich (* 1793)

- 1767: Joseph François Durutte, französischer Graf und General
- 1771: Karl Asmund Rudolphi, schwedischer Naturforscher
- 1774: Hans von Bülow, westfälisch-preußischer Staatsmann
- 1774: Ferdinand Hartmann, deutscher Historienmaler
- 1785: Gottlob Christian Crusius, deutscher Philologe, Pädagoge und Autor
- 1789: Wilhelm von Studnitz, deutscher Offizier und Schriftsteller
- 1793: Caroline Friedrich, Ehefrau des Malers Caspar David Friedrich
- 1793: George Green, britischer Mathematiker und Physiker
- 1795ː Eleanor Anne Porden, englische Dichterin
- 1798: Alessandro Antonelli, italienischer Architekt

### 19. Jahrhundert

#### 1801–1850
- 1801: Johannes Müller, deutscher Physiologe und vergleichender Anatom

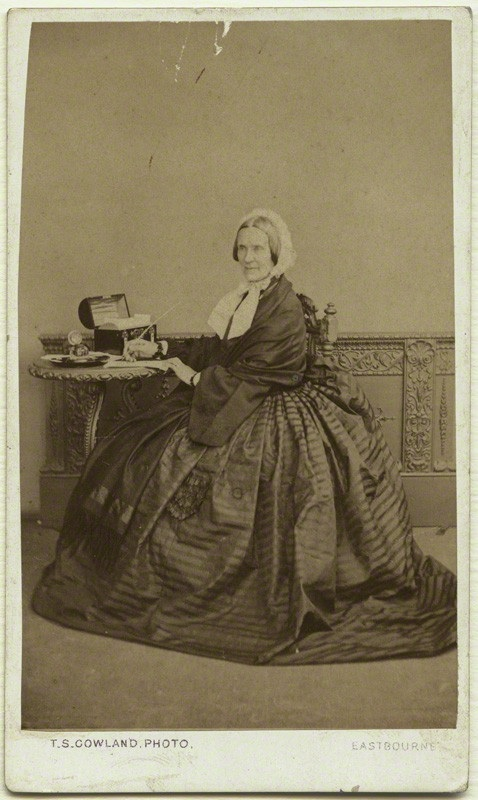
Favell Lee Mortimer (* 1802)

- 1802: Favell Lee Mortimer, britische Autorin
- 1805: Maximilian Joseph Auer, deutscher Porzellanmaler
- 1807: Ventura de la Vega, spanischer Dramatiker und Lyriker
- 1808: Heinrich Ahrens, deutscher Rechtsphilosoph
- 1812: Buenaventura Báez, Präsident der Dominikanischen Republik
- 1814: Ludwig Eichler, deutscher Schriftsteller und führende Persönlichkeit der Märzrevolution 1848
- 1816: Arthur de Gobineau, französischer Adeliger
- 1817ː Maria Theresia von Österreich-Este, Herzogin von Bordeaux, Gräfin von Chambord
- 1820: Sigismund Wilhelm Koelle, deutsch-britischer Missionar und Sprachforscher
- 1825: Adolf Cluss, deutsch-US-amerikanischer Architekt
- 1830: Henry Edward Bird, englischer Schachspieler
- 1833: Caspar Joseph Brambach, deutscher Komponist
- 1839: Alexander Linnemann, deutscher Architekt, Glasmaler und Kunstgewerbler
- 1840: Heinrich Schwenger, deutscher Baumeister
- 1844: Smith Streeter, US-amerikanischer Roquespieler
- 1847: Gustav Eberlein, deutscher Bildhauer, Maler und Dichter
- 1850: Ludwig von Tetmajer, österreich-schweizerischer Pionier der Materialprüfung und -forschung

#### 1851–1900

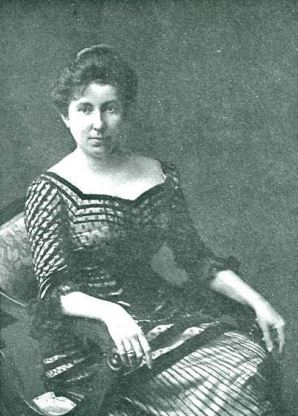
Juliette Wytsman (* 1866)

- 1853: Eduard Kullmann, deutscher Handwerker, Attentäter
- 1858: Friedrich von Feilitzsch, Politiker im Fürstentum Schaumburg-Lippe, Ministerpräsident
- 1859: Willy Heß, deutscher Violinvirtuose und -lehrer
- 1862: Florence Bascom, US-amerikanische Geologin
- 1862: Gustav Klimt, österreichischer Maler (Wiener Jugendstil, Wiener Secession)
- 1866: Ragnar Östberg, schwedischer Architekt
- 1866: Juliette Wytsman, belgische Malerin des Impressionismus
- 1868: Cäsar Ahrens, deutscher Chemiker
- 1868: Gertrude Bell, britische Reiseschriftstellerin und Historikerin
- 1872: Irene Abendroth, österreichische Sängerin
- 1874: Abbas II., letzter türkischer Vizekönig von Ägypten
- 1876: Henri Fabre, französischer Journalist
- 1876ː Agnes Nicholls, englische Sopranistin
- 1876ː Alix Westerkamp, erste Juristin, die in Deutschland promoviert wurde
- 1877: Karl Illner, österreichischer Pilot
- 1878: Nils Klein, schwedischer Sportschütze
- 1883: Alexandru Zirra, rumänischer Komponist
- 1885: Sisavang Vong, König von Luang Phrabang und König von Laos
- 1886: Ernst Nobs, Schweizer Politiker und Bundesrat
- 1887: Anton Aulke, deutscher Schriftsteller
- 1887: Leopold Cordier, deutscher Theologe
- 1887ː Mirjam Jacobson, niederländische Malerin und Zeichnerin, Opfer der Shoa
- 1888: Hans Adt, deutscher Papierindustrieller
- 1888: Odiel Defraeye, belgischer Radrennfahrer
- 1888: Satomi Ton, japanischer Schriftsteller

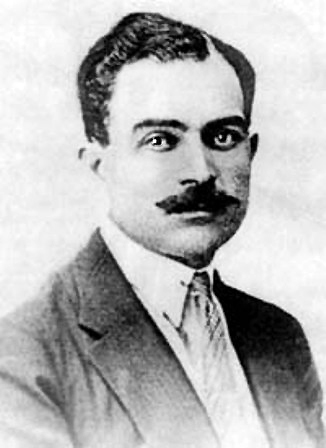
Kakuza Tscholoqaschwili (* 1888)

- 1888: Kakuza Tscholoqaschwili, georgischer Partisanenführer
- 1889: José López Alavez, mexikanischer Komponist
- 1889: Ante Pavelić, kroatischer Politiker und Nationalist, Führer des Unabhängigen Staates Kroatien
- 1890: Friedrich Porges, österreichischer Filmpublizist und Drehbuchautor
- 1891: Marinus De Jong, niederländisch-belgischer Komponist und Pianist
- 1891: Henry Oscar, britischer Schauspieler
- 1895: Hans Pössenbacher, deutscher Schauspieler
- 1896: Ferdinando Giuseppe Antonelli, italienischer Kurienkardinal
- 1896: Buenaventura Durruti, spanischer Syndikalist und anarchistischer Revolutionär
- 1897: Plaek Phibunsongkhram, thailändischer Offizier und Politiker, Ministerpräsident, Feldmarschall
- 1898: Happy Chandler, US-amerikanischer Politiker und Sportfunktionär, Gouverneur von Kentucky, Senator
- 1898: Otto Krone, deutscher Schauspieler
- 1899: Odette Siko, französische Automobilrennfahrerin
- 1900: Richard Rudolf Walzer, deutsch-britischer Altphilologe, Philosoph und Orientalist

### 20. Jahrhundert

#### 1901–1925

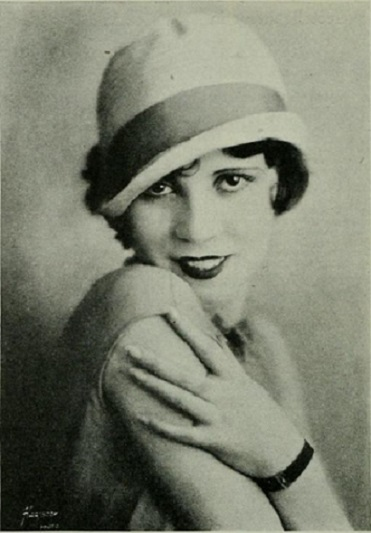
Olive Borden (* 1906)

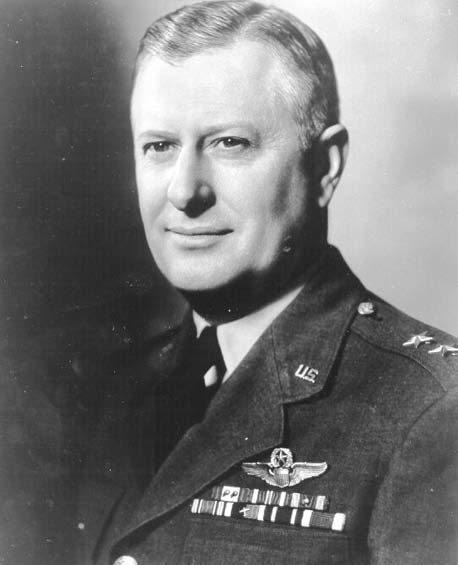
William H. Tunner (* 1906)

- 1901: Gerald Finzi, britischer Komponist
- 1901: Dirk Fortuin, niederländischer Ruderer
- 1902: Anton Kaindl, letzter Kommandant des KZ Sachsenhausen
- 1903: Irving Stone, US-amerikanischer Schriftsteller
- 1904: Hans Bernd Gisevius, deutscher Politiker, Staatsbeamter und Autor
- 1904: Nadia Reisenberg, US-amerikanische Pianistin und Musikpädagogin
- 1904: Josef Straka, tschechoslowakischer Ruderer
- 1905: Isidro Maiztegui, argentinischer Komponist
- 1905: Kurt Zube, deutscher Autor und Verleger
- 1906: Olive Borden, US-amerikanische Schauspielerin

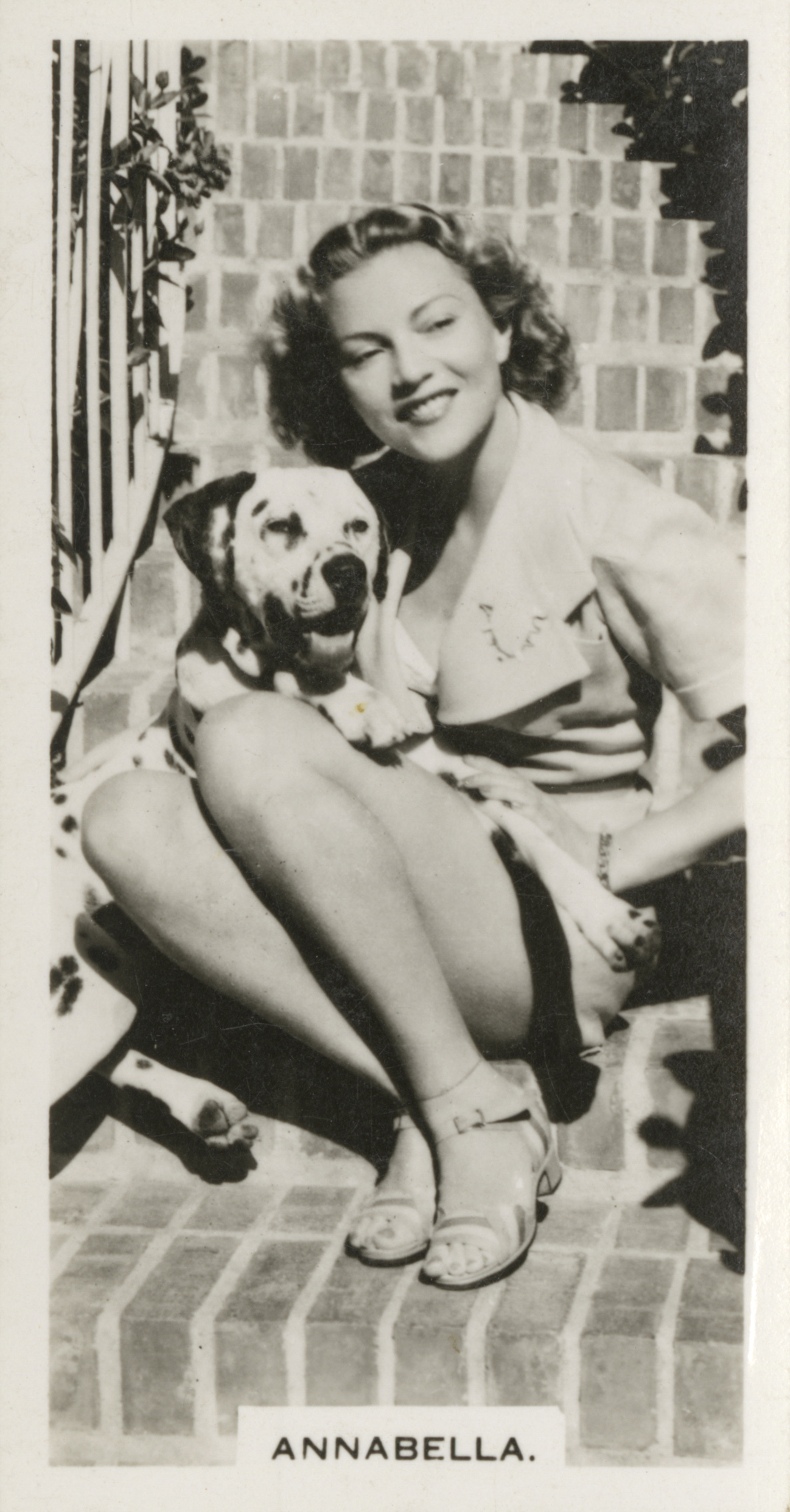
Annabella (* 1907)

- 1906: William H. Tunner, US-amerikanischer General, Organisator der Berliner Luftbrücke
- 1907: Pierre Angénieux, französischer Ingenieur und Unternehmer
- 1907: Annabella, französische Filmschauspielerin
- 1907: Chico Landi, brasilianischer Automobilrennfahrer
- 1908: Hermann Dietzfelbinger, deutscher Pfarrer und Theologe, Landesbischof von Bayern
- 1910: William Hanna, US-amerikanischer Zeichentrickfilmer und Produzent
- 1911: Pawel Prudnikau, belarussischer Dichter und Schriftsteller
- 1911: Terry-Thomas, britischer Schauspieler
- 1912: Denis Coolwijk, niederländischer Pianist und Komponist
- 1912: Woody Guthrie, US-amerikanischer Gewerkschafter und Liedermacher
- 1912: Willard Motley, US-amerikanischer Schriftsteller
- 1913: Fritz Erler, deutscher Politiker, MdB
- 1913: Gerald Ford, US-amerikanischer Anwalt und Politiker, Staatspräsident
- 1913: Mary Henle, US-amerikanische Psychologin
- 1915: Guido Leoni, italienischer Motorradrennfahrer
- 1916: Natalia Ginzburg, italienische Schriftstellerin
- 1917: Ludwik Stefański, polnischer Pianist und Musikpädagoge

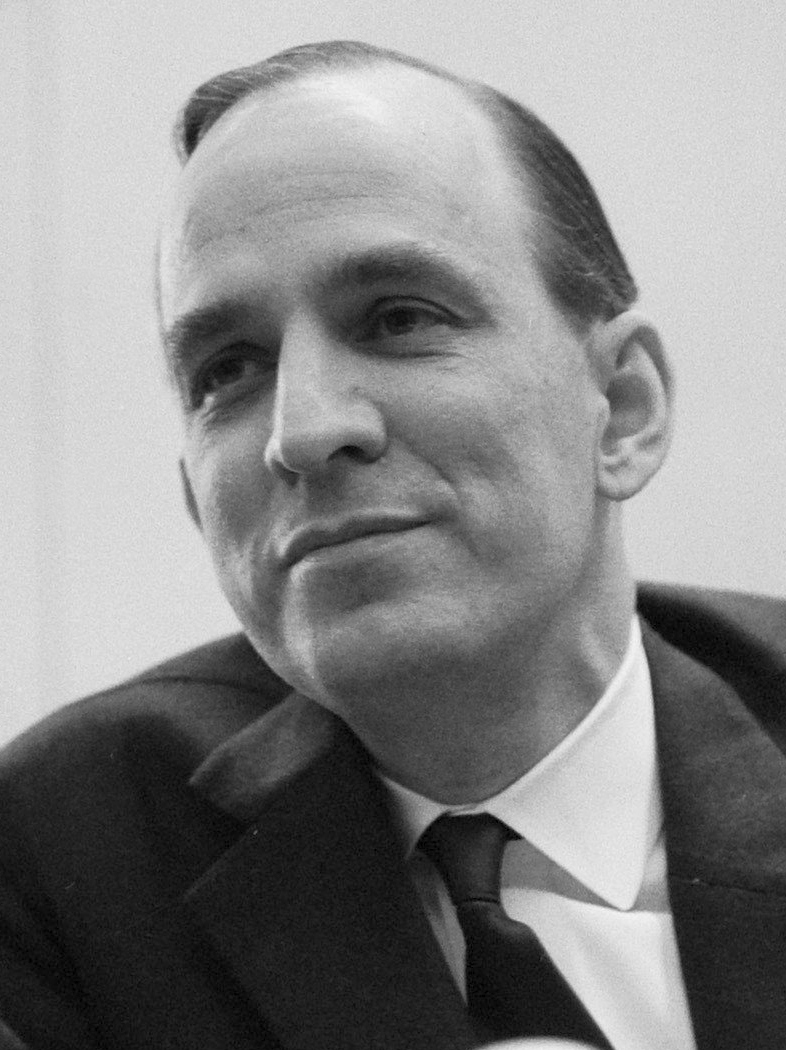
Ingmar Bergman (* 1918)

- 1918: Ingmar Bergman, schwedischer Regisseur
- 1918: Jay Wright Forrester, US-amerikanischer Informatiker
- 1918: Arthur Laurents, US-amerikanischer Schriftsteller
- 1919: Lino Ventura, italienisch-französischer Schauspieler
- 1920: Wolfgang Stammberger, deutscher Politiker, MdL, MdB
- 1920ː Anne Tyng, US-amerikanische Architektin
- 1921: Geoffrey Wilkinson, britischer Chemiker, Nobelpreisträger
- 1922: Ursula Lübbe, deutsche Verlegerin
- 1923: René Gerónimo Favaloro, argentinischer Arzt
- 1923: Gerd E. Schäfer, deutscher Schauspieler
- 1924: Matthías Kristjánsson, isländischer Skilangläufer
- 1925: Francisco Álvarez Martínez, spanischer Erzbischof von Toledo und Kardinal
- 1925: Luis Antonio Escobar, kolumbianischer Komponist und Musikwissenschaftler

#### 1926–1950
- 1926: Edith Carstensen, deutsche Scherenschnittkünsterlin
- 1926: Cindy Ellis, deutsche Schlagersängerin
- 1926: Jan Krenz, polnischer Dirigent und Komponist

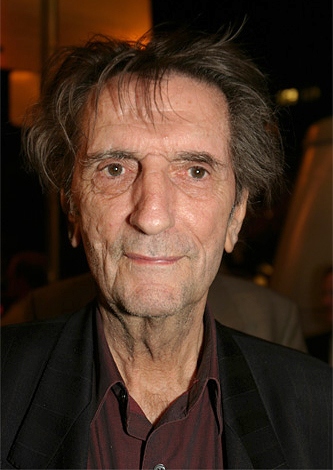
Harry Dean Stanton (* 1926)

- 1926: Harry Dean Stanton, US-amerikanischer Schauspieler
- 1927: Kow Nkensen Arkaah, ghanaischer Politiker
- 1928: Martin Accola, Schweizer Geistlicher
- 1928: Lucyna Winnicka, polnische Schauspielerin
- 1929: Alan Dawson, US-amerikanischer Jazz-Schlagzeuger
- 1929: Kailash Chandra Joshi, indischer Politiker
- 1930: Dragoljub Mićunović, jugoslawischer Philosoph und Politiker
- 1930: Otto Schlichter, deutscher Jurist, Vizepräsident des Bundesverwaltungsgerichtes
- 1932: Jan Breytenbach, südafrikanischer Offizier und Autor
- 1932: Del Reeves, US-amerikanischer Country-Sänger und Songwriter
- 1934: Marcel Gotlieb, französischer Comiczeichner

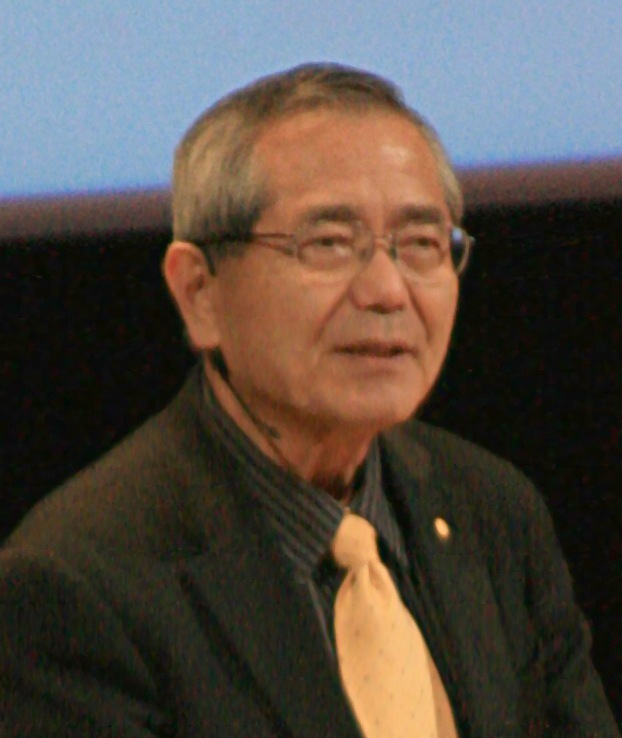
Ei-ichi Negishi (* 1935)

- 1935: Ei-ichi Negishi, japanischer Chemiker (Negishi-Kupplung), Nobelpreisträger
- 1935: Jürgen Tippe, deutscher Hochschulrektor und -präsident
- 1936: Günther Jansen, deutscher Politiker, MdB, Landesminister
- 1939: Karel Gott, tschechischer Schlagersänger
- 1940: Kwame Addo-Kufuor, ghanaischer Politiker und Verteidigungsminister
- 1941: Daniel Gache, französischer Automobilrennfahrer
- 1941: Andreas Khol, österreichischer Politiker und Jurist
- 1942: Javier Solana, spanischer Politiker, Außenminister, leitender Funktionär in NATO und EU
- 1942: Peter Hanser-Strecker, deutscher Musikverleger
- 1943: Hans Joachim Alpers, deutscher Schriftsteller und Verleger
- 1943: Werner Link, deutscher Politikwissenschaftler und Philosoph
- 1943: Katrin Seybold, deutsche Filmemacherin
- 1944: Walter Mende, deutscher Politiker
- 1944: Henning Pawel, deutscher Kinderbuchautor und Schriftsteller
- 1945: Uwe Küster, deutscher Politiker, MdB
- 1946: James Saunders, US-amerikanischer Balletttänzer und Choreograph
- 1948: Malte Dönselmann, deutscher Personal- und Unternehmensberater, Politiker
- 1948: Berhaneyesus Demerew Souraphiel, äthiopischer Erzbischof
- 1948: Goodwill Zwelithini kaBhekuzulu, König der Zulu in Südafrika

#### 1951–1975
- 1951: Erich Hallhuber, deutscher Schauspieler
- 1951: Heidrun Hesse, deutsche Philosophin
- 1952: José Aristeu Vieira, brasilianischer Bischof
- 1952: André De Wolf, belgischer Radsportler
- 1952: Ramón Fonseca Mora, panamaischer Romanautor und Anwalt

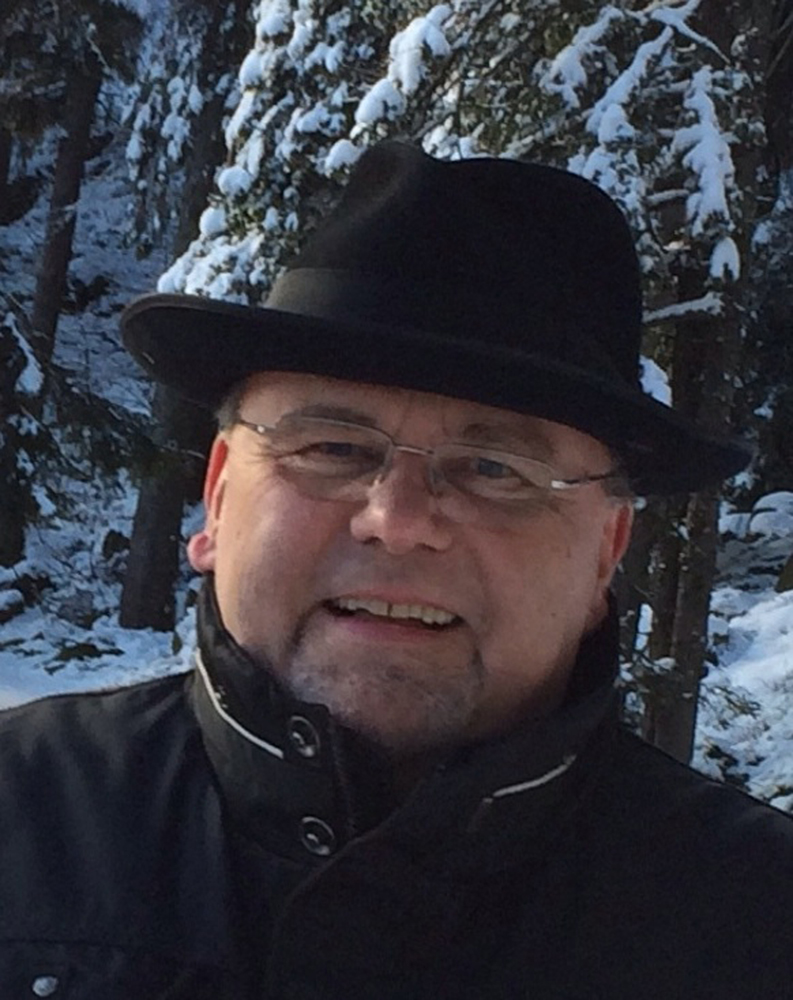
Werner E. Gerabek (* 1952)

- 1952: Werner E. Gerabek, deutscher Medizinhistoriker und Verleger
- 1953: Martha Coakley, US-amerikanische Juristin und Politikerin
- 1953: Roland Jahn, deutscher Journalist, Bürgerrechtler in der DDR, Bundesbeauftragter für die Stasi-Unterlagen
- 1954: Dora Akunyili, nigerianischer Politiker
- 1954: Erkki Antila, finnischer Biathlet
- 1955: Sándor Puhl, ungarischer Fußballschiedsrichter
- 1957: Julian Bethwaite, australischer Konstrukteur
- 1957: Arthur Albiston, schottischer Fußballspieler
- 1958: Mircea Geoană, rumänischer Außenminister
- 1959: Peter Angerer, deutscher Biathlet
- 1959: Klaus Schreiber, deutscher Schauspieler
- 1960: Kyle Gass, US-amerikanischer Musiker
- 1960: Kilian Nauhaus, deutscher Kirchenmusiker

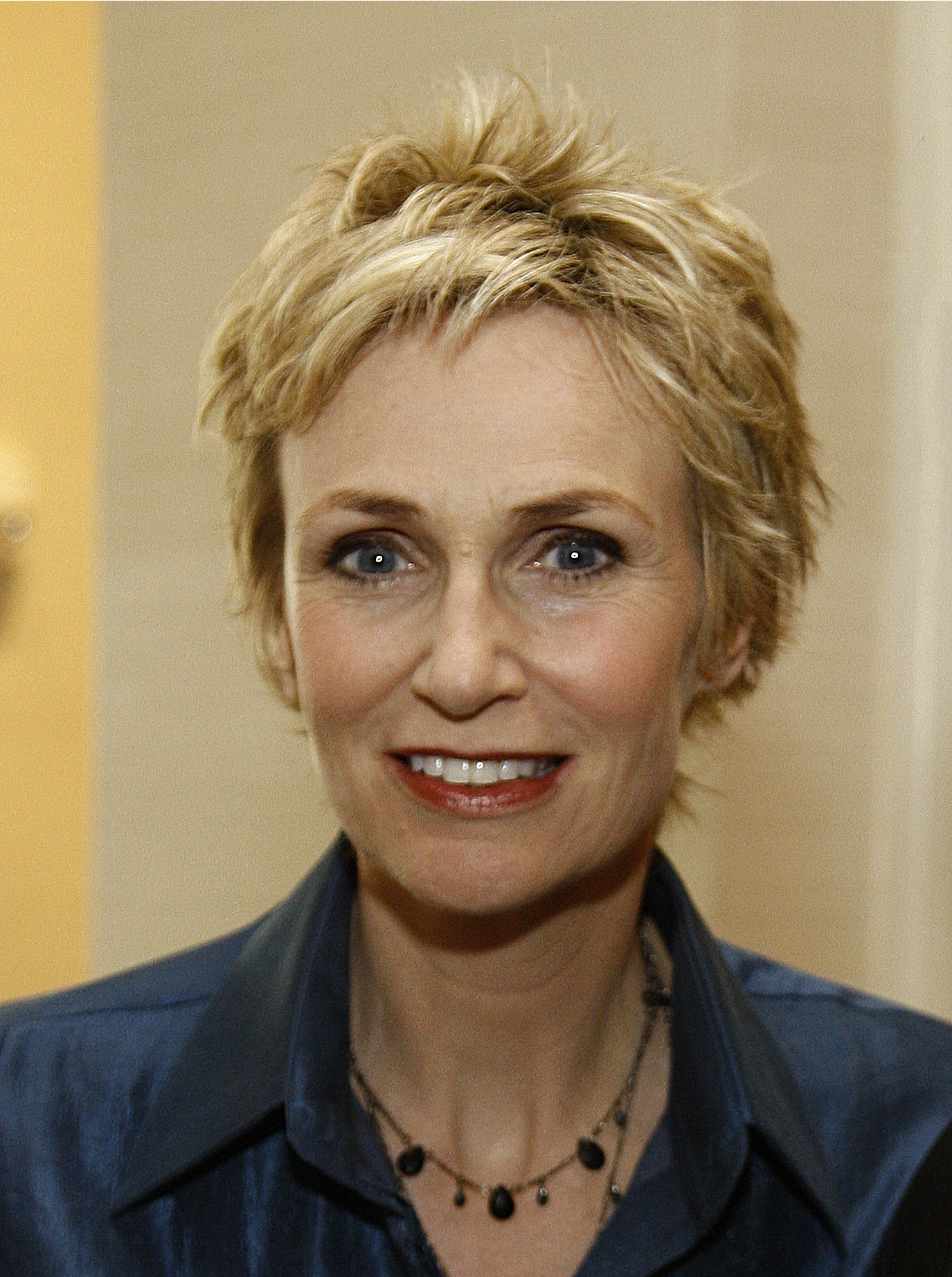
Jane Lynch (* 1960)

- 1960: Jane Lynch, US-amerikanische Autorin und Schriftstellerin, Sängerin und Schauspielerin
- 1960: Jackie Earle Haley, US-amerikanischer Schauspieler
- 1961ː Manuelle Gautrand, französische Architektin
- 1962: Kerstin Lorenz, deutsche Politikerin
- 1963: Rolando Maran, italienischer Fußballspieler und -trainer
- 1963: Eva Twaroch, österreichische Journalistin
- 1963: Heinz Weis, deutscher Leichtathlet
- 1964: Thomy Aigner, österreichischer Radio- und Fernseh-Journalist und -Moderator
- 1964: Pablo Barrios, venezolanischer Springreiter
- 1964: Dennis Gyllensporre, schwedischer Offizier
- 1964: Hans-Christian Limmer, deutscher Unternehmer und Rechtsextremist
- 1964: Dré Pallemaerts, belgischer Schlagzeuger
- 1964: Mike Salmon, englischer Fußballspieler und -trainer
- 1964: Igor Schpilband, sowjetisch-russischer Eistänzer und Eistanztrainer
- 1964: Heike Singer, deutsche Kanutin
- 1965: Friedrich Kleinhapl, österreichischer Cellist
- 1965: Michael Larsen, deutscher Sänger, Moderator, Komponist und Textdichter
- 1965: Tan Liangde, chinesischer Wasserspringer
- 1966: Julija Konstantinowna Antipowa, sowjetische Rennrodlerin
- 1966: Matthew Fox, US-amerikanischer Schauspieler
- 1966: Ralf Waldmann, deutscher Motorradrennfahrer

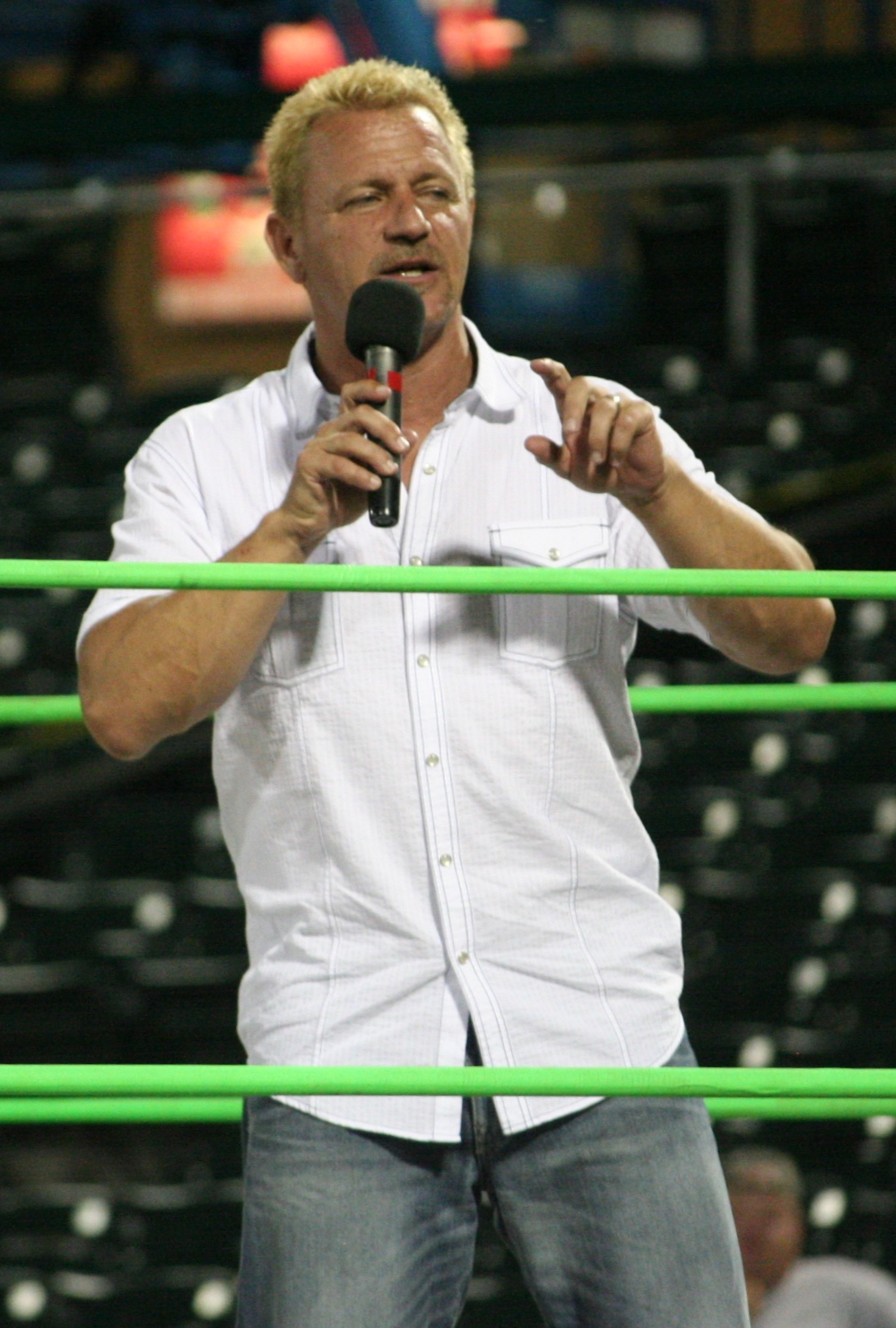
Jeff Jarrett (* 1967)

- 1967: Jeff Jarrett, US-amerikanischer Wrestler
- 1967: Bobby Reynolds, US-amerikanischer Eishockeyspieler
- 1967: Michelle Yvonne Simmons, australische Quantenphysikerin
- 1968: Harald Lange, deutscher Sportwissenschaftler und Professor
- 1969: Thomas Ambrosius, dänischer Fußballspieler
- 1970: Roland Adelmann, deutscher Arzt und Politiker
- 1971: Nick McCabe, britischer Elektro-Musiker, Gitarrist und Produzent
- 1971: Ross Rebagliati, kanadischer Snowboarder
- 1971: Howard Webb, englischer Fußballschiedsrichter
- 1972: Aron Kristjánsson, isländischer Handballspieler und -trainer
- 1972: Andreas Urs Sommer, Schweizer Philosoph
- 1973: Andri Snær Magnason, isländischer Schriftsteller
- 1973: Halil Mutlu, türkischer Gewichtheber
- 1973: Candela Peña, spanische Schauspielerin
- 1974: Martina Hill, deutsche Schauspielerin
- 1975: Amy Acuff, US-amerikanische Hochspringerin
- 1975: Loredana Cannata, italienische Schauspielerin
- 1975: Tom Kraushaar, deutscher Verleger
- 1975: Taboo, US-amerikanischer Rapper

#### 1976–2000

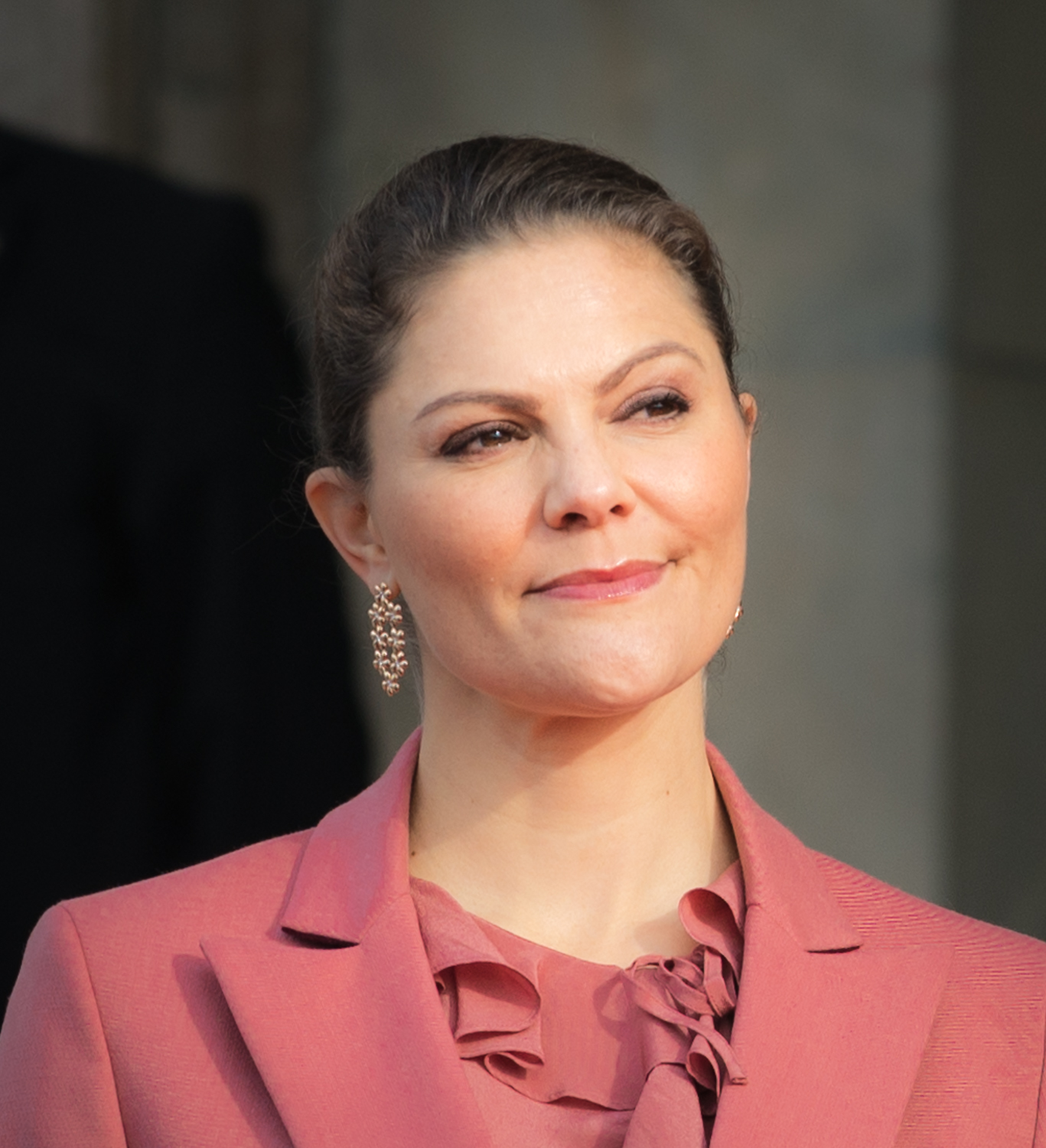
Victoria von Schweden (* 1977)

- 1976: Teddy Afro, äthiopischer Sänger
- 1976: Monique Covet, ungarische Pornodarstellerin
- 1976: Eray Eğilmez, türkisch-deutscher Schauspieler und Performer
- 1976: Aline Staskowiak, deutsche Schauspielerin
- 1977: Peter Abelsson, schwedischer Fußballspieler
- 1977: Josh MacNevin, kanadischer Eishockeyspieler
- 1977: Victoria von Schweden, schwedische Kronprinzessin

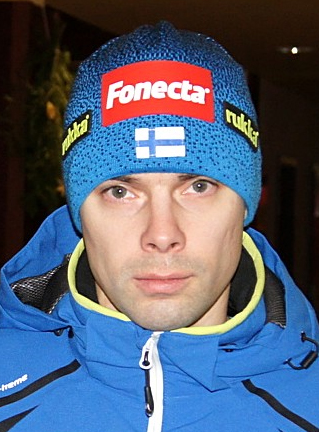
Matti Hautamäki (* 1981)

- 1978: Natalja Pawlowna Arzybaschewa, russische Sommerbiathletin
- 1978: Mattias Ekström, schwedischer Automobilrennfahrer
- 1979: Nick Anderson, US-amerikanischer Eishockeyspieler
- 1979: Matt Halliday, neuseeländischer Automobilrennfahrer
- 1979: Thorsten Hohmann, deutscher Billardspieler
- 1979: Robin Szolkowy, deutscher Eiskunstläufer
- 1979: Axel Teichmann, deutscher Skilangläufer
- 1980: Balian Buschbaum, deutscher Leichtathlet
- 1981: Milow, belgischer Singer-Songwriter
- 1981: Matti Hautamäki, finnischer Skispringer
- 1981: Pablo Sprungala, deutscher Schauspieler
- 1981: Potito Starace, italienischer Tennisspieler
- 1981: Julia Zimth, deutsche Schauspielerin, Synchronsprecherin, Drehbuchautorin, Regisseurin und Filmproduzentin
- 1982: Paulinho, brasilianischer Fußballspieler

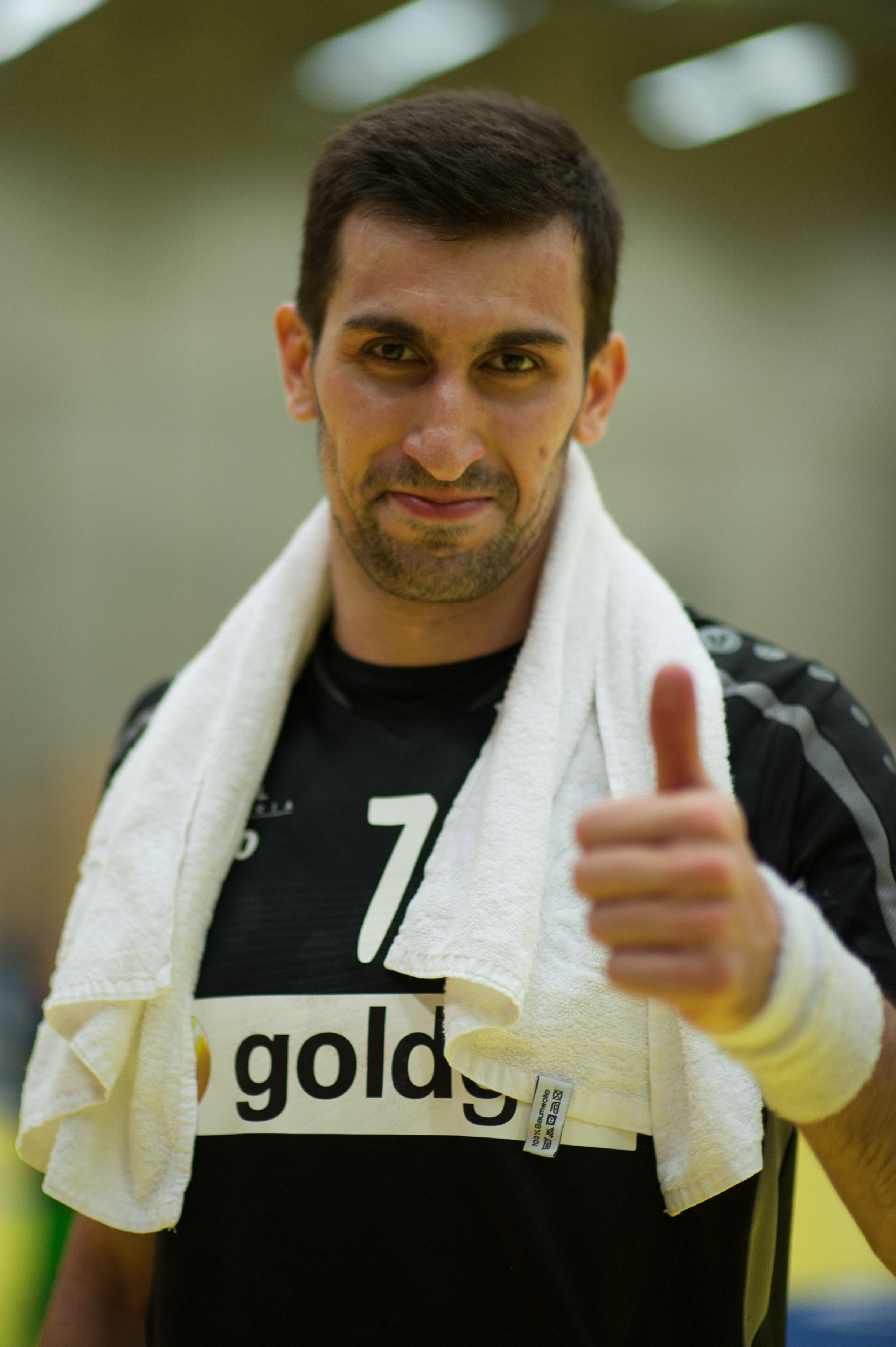
Janko Božović (* 1985)

- 1983: Igor Walerjewitsch Andrejew, russischer Tennisspieler
- 1983: Richard Heistand, US-amerikanischer Automobilrennfahrer
- 1983: Tatiana Nekrasov, deutsche Schauspielerin
- 1983: Primož Prošt, slowenischer Handballspieler

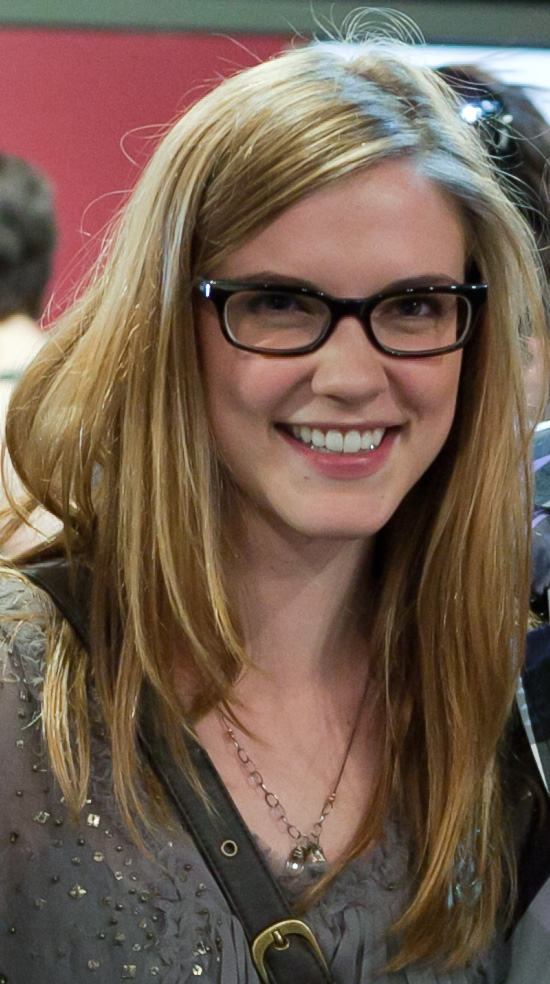
Sara Canning (* 1987)

- 1983: Witalij Schumbarez, ukrainischer Skispringer
- 1984: Alexander Franke, deutscher Moderator
- 1984: Samir Handanovič, slowenischer Fußballspieler

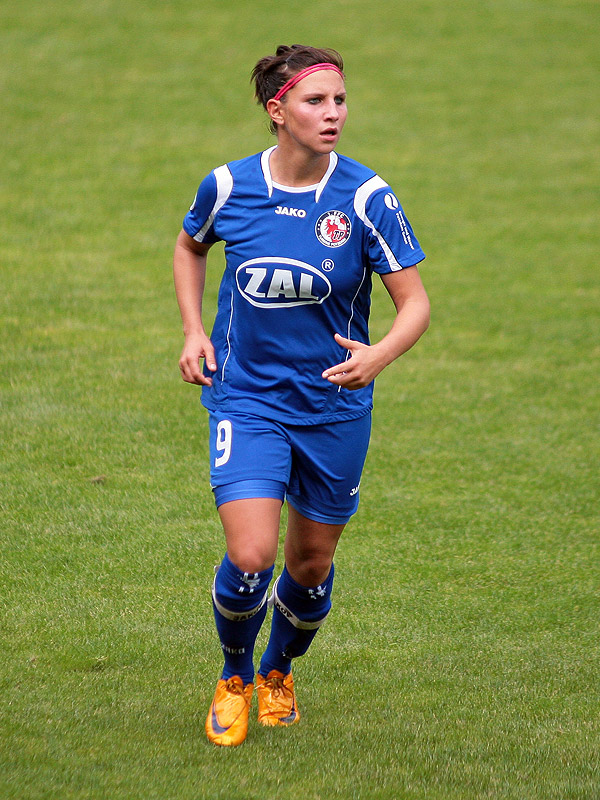
Jessica Wich (* 1990)

- 1985: Orhan Akkurt, deutscher Fußballspieler
- 1985: Janko Božović, österreichischer Handballspieler
- 1985: Blagoja „Billy“ Celeski, mazedonisch-australischer Fußballspieler
- 1985: Ryan Duncan, kanadischer Eishockeyspieler
- 1985: Dennis Endras, deutscher Eishockeyspieler
- 1985: Darrelle Revis, US-amerikanischer American-Football-Spieler
- 1985: Ezequiel Oscar Scarione, argentinischer Fußballspieler
- 1986: Franciszek Araszkiewicz, polnischer Komponist, Installations-, Performance- und Videokünstler
- 1986: Yorick de Bruijn, niederländischer Wasserspringer
- 1986: Dan Smith, britischer Alternative-Musiker (Bastille)
- 1987: Sara Canning, kanadische Schauspielerin
- 1987: Adam Johnson, englischer Fußballspieler
- 1987: Ryan Sweeting, US-amerikanischer Tennisspieler
- 1988: Conor McGregor, irischer Mixed-Martial-Arts-Kämpfer
- 1988: Olli Muotka, finnischer Skispringer
- 1988: Rhys Williams, australisch-walisischer Fußballspieler
- 1989: Sean Flynn, US-amerikanischer Schauspieler
- 1989: Dominique Rinderknecht, Schweizer Schönheitskönigin
- 1990: Jan Alexandrowitsch Nepomnjaschtschi, russischer Schachspieler
- 1990: Jessica Wich, deutsche Fußballspielerin
- 1992: Jonas Hofmann, deutscher Fußballspieler
- 1993: Amelia Pietrangelo, kanadische Fußballspielerin
- 1993: Wladimir Sografski, bulgarischer Skispringer
- 1994: John McPhee, britischer Motorradrennfahrer
- 1995: Serge Gnabry, deutsch-ivorischer Fußballspieler
- 1995: Federico Mattiello, italienischer Fußballspieler
- 1999: Tilda Johansson, schwedische Biathletin

### 21. Jahrhundert
- 2001: Marie Lamure, französische Skirennläuferin
- 2001: Louis Uber, deutscher Telemarker
- 2002: Daniel Adamczyk, deutscher Fußballspieler

## Gestorben

### Vor dem 18. Jahrhundert
- 0664: Deusdedit, Erzbischof von Canterbury
- 0664: Earconberht I., König von Kent
- 0891: Embricho, Bischof von Regensburg
- 0937: Arnulf I., Herzog von Bayern
- 1045: Berengar von Passau, Bischof von Passau
- 1105: Gebhard IV. von Gosham, Bischof von Regensburg
- 1140: Albrecht II., Graf von Habsburg
- 1179: Richard de Lucy, englischer Beamter
- 1217: Hroznata von Ovenec, böhmischer Märtyrer
- 1223: Philipp II., König von Frankreich
- 1270: Bonifatius von Savoyen, Erzbischof von Canterbury
- 1349: Alexander Bicknor, englischer Geistlicher und Erzbischof von Dublin
- 1393: Ibn Radschab, islamischer Traditions- und Rechtsgelehrter
- 1399: Johann Niebur, Lübecker Bürgermeister
- 1412: Francesco Uguccione, französischer Kardinal
- 1416: Antoinette de Turenne, Vizegräfin von Turenne
- 1437: Adolf VII. von Jülich-Berg, Herzog von Berg und Herzog von Jülich
- 1444: Henry Grey, 3. Baron Grey of Codnor, englischer Adeliger
- 1455: Kunz von Kauffungen, sächsischer Adliger, Initiator des Altenburger Prinzenraubes
- 1458: Domenico Capranica, italienischer Kardinal
- 1460: Zdeniek Lev von Rosental, Angehöriger des böhmischen Herrenstands

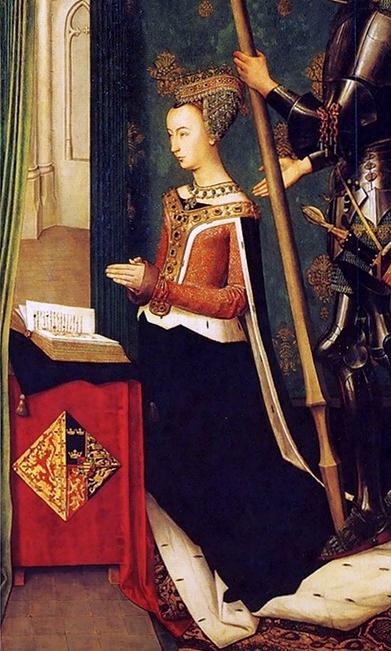
Margarethe von Dänemark († 1486)

- 1473: Jean Juvénal des Ursins, französischer Historiker, Diplomat und Bischof
- 1484: Federico I. Gonzaga, Sohn des Markgrafen Luigi III. Gonzaga von Mantua
- 1486: Margarethe von Dänemark, Königin von Schottland
- 1495: Sixtus von Tannberg, Fürstbischof von Gurk und Fürstbischof von Freising
- 1514: Christopher Bainbridge, Erzbischof von York
- 1535: Zdeniek Lev von Rosental, Angehöriger des böhmischen Herrenstands
- 1551: Charles Brandon, 3. Duke of Suffolk, englischer Adeliger
- 1551: Henry Brandon, 2. Duke of Suffolk, englischer Adeliger
- 1575: Johann Jakob Fugger, Augsburger Kaufmann und Mäzen
- 1614: Kamillus von Lellis, italienischer Ordensgründer und Heiliger
- 1628: Georg Haan, Kanzler im Hochstift Bamberg und Opfer der Hexenverfolgung
- 1654: William Forbes, schottischer Soldat und Söldner
- 1674: Pelham Humfrey, englischer Komponist
- 1679: Giovanni Domenico Orsi de Orsini, böhmischer Architekt italienischer Abstammung
- 1685: Johann Caspar Bauhin, Schweizer Arzt und Botaniker
- 1690: Heinrich Meurer, Bürgermeister von Hamburg

### 18. Jahrhundert

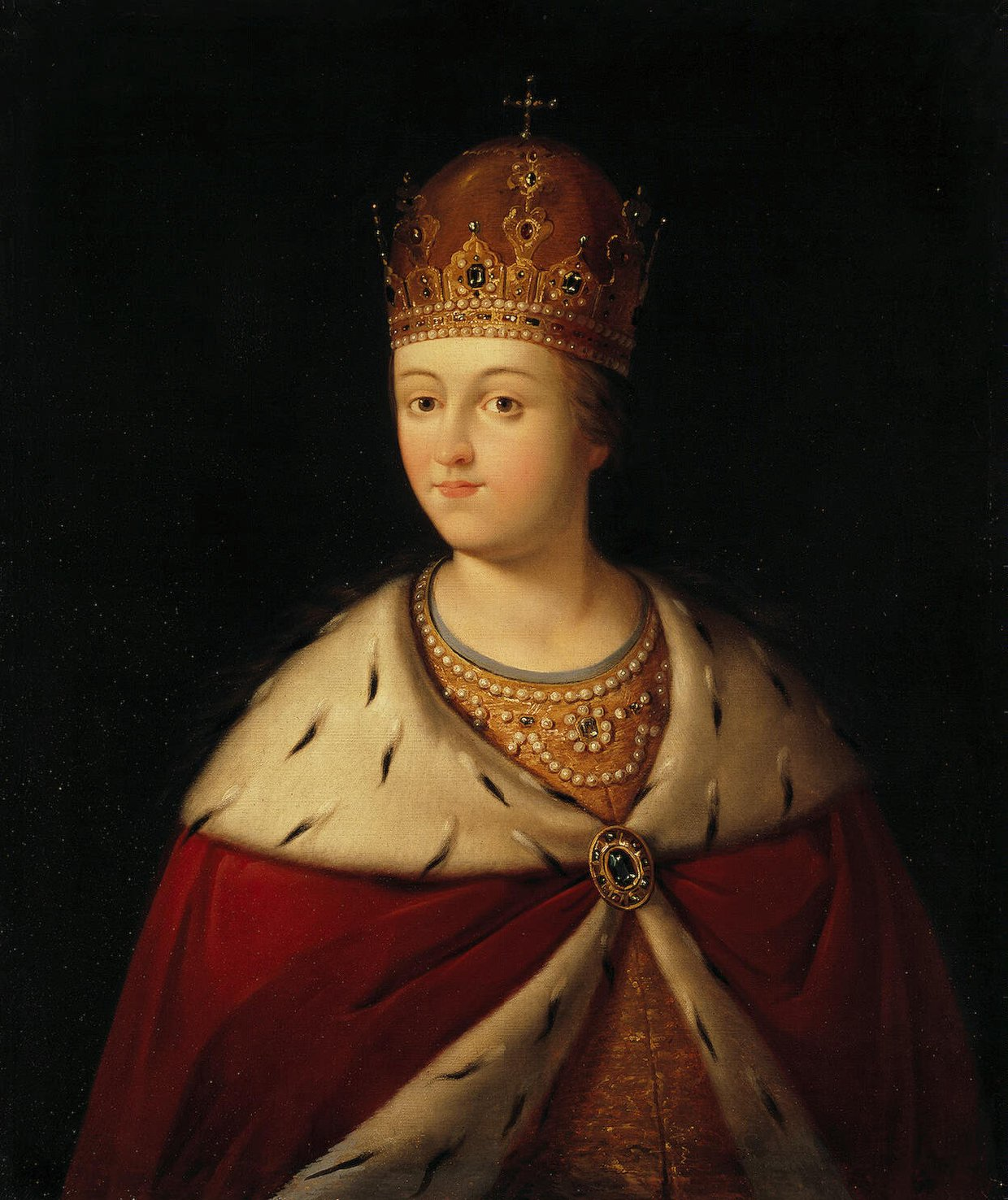
Sofia Alexejewna († 1704)

- 1704: Sofia Alexejewna, Regentin von Russland
- 1711: Johann Wilhelm Friso, Prinz von Oranien und Fürst von Nassau-Dietz
- 1722: Iwan Skoropadskyj, Hetman der ukrainischen Kosaken
- 1727: Cornelius Cruys, norwegisch-niederländischer Admiral im Dienste des russischen Zaren
- 1735: Johann Jakob Baier, deutscher Mediziner und Geologe
- 1742: Richard Bentley, englischer klassischer Philologe und Textkritiker
- 1744: Jakob Immanuel Pyra, deutscher Dichter
- 1753: Adam Friedrich von Glafey, deutscher Archivar, Philosoph und Rechtshistoriker
- 1766: Franz Maximilian Kaňka, böhmischer Architekt
- 1768: James Short, britischer Mathematiker, Optiker und Teleskopbauer
- 1773: James O’Hara, 2. Baron Tyrawley, britischer Gouverneur von Menorca und Gibraltar
- 1779: Anton Römer, österreichischer Orgelbauer
- 1779: George Ross, Delegierter von Pennsylvania im Kontinentalkongress
- 1780: Charles Batteux, französischer Ästhetiker
- 1789: Bernard-René Jordan de Launay, französischer Adliger, letzter Kommandant der Bastille in Paris
- 1791: Joseph Gärtner, deutscher Botaniker
- 1794: Jean-Frédéric Edelmann, französischer Cembalist und Komponist aus dem Elsass
- 1800: Lorenzo Mascheroni, italienischer Mathematiker

### 19. Jahrhundert
- 1803: Esteban Salas y Castro, kubanischer Komponist und Kirchenmusiker
- 1811: Johann Wilhelm Christoph von Ascheberg, preußischer Offizier und Beamter
- 1812: Christian Gottlob Heyne, deutscher Professor der Altertumswissenschaft
- 1816: Francisco de Miranda, venezolanischer Freiheitskämpfer

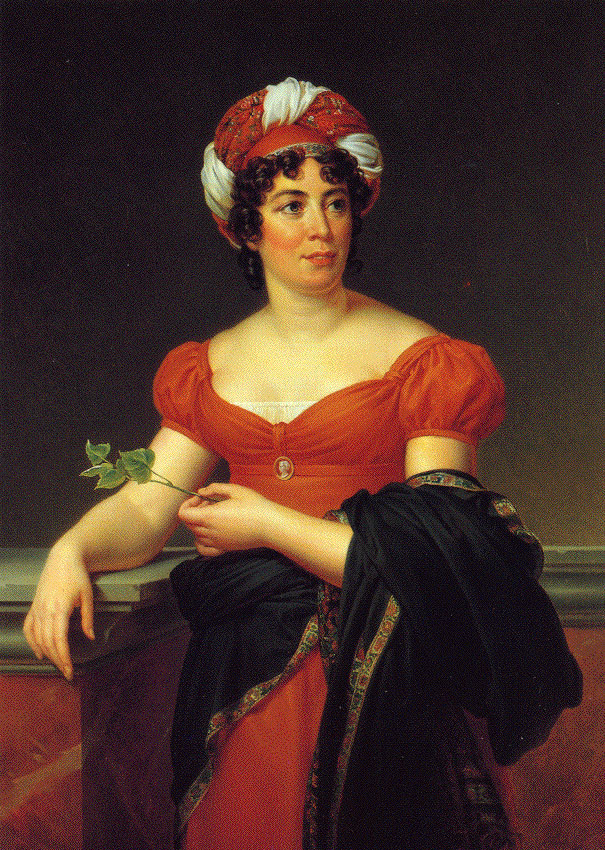
Germaine de Staël († 1817)

- 1817: Germaine de Staël, französische Schriftstellerin
- 1827: Augustin Jean Fresnel, französischer Physiker und Ingenieur
- 1828: Carl Weisflog, deutscher Schriftsteller
- 1834: Edmond-Charles Genêt, französischer Diplomat
- 1843: Miguel Ricardo de Álava, spanischer General und Diplomat
- 1853: Sachari Sograf, bulgarischer Ikonenmaler
- 1854: David Spleiss, Schweizer evangelischer Geistlicher
- 1855: Ferdinand Escher, Schweizer Rittmeister in russischen Diensten und Plantagenverwalter
- 1857: Zenas Leonard, US-amerikanischer Mountain Man und Pionier
- 1861: Nathan Appleton, US-amerikanischer Politiker
- 1861: Alfred von Croÿ, deutscher Standesherr, Unternehmer und Politiker

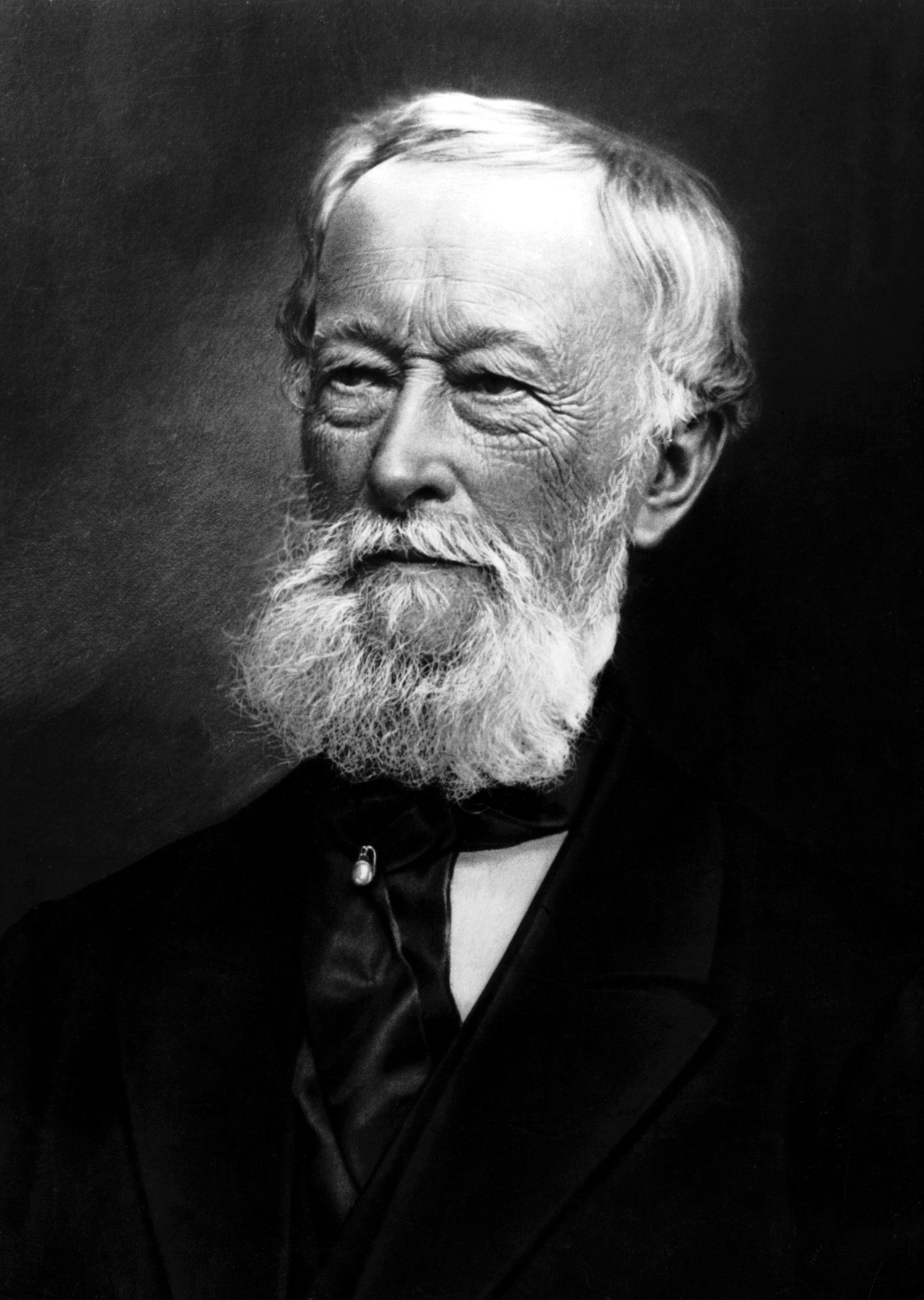
Alfred Krupp († 1887)

- 1862: José Escolástico Andrino, salvadorianischer Komponist
- 1869: Adolphe Claire Le Carpentier, französischer Musikpädagoge und Komponist
- 1874: Franz Stelzhamer, österreichischer Dichter und Novellist
- 1875: Guillaume Henri Dufour, Schweizer Humanist, General, Politiker, Kartograf und Ingenieur
- 1877: Moritz August von Bethmann-Hollweg, deutscher Jurist und Politiker
- 1879: Auguste Barbereau, französischer Komponist
- 1881: Billy the Kid, US-amerikanischer Westernheld
- 1882: Johnny Ringo, US-amerikanischer Westernheld
- 1885: Ernest Hello, französischer Schriftsteller und Philosoph
- 1887: Alfred Krupp, deutscher Industrieller und Erfinder

Alberta von Maytner († 1898)

- 1888: Johannes Henricus Brand, Präsident des Oranje-Freistaats
- 1889: Per Gustaf Berg, schwedischer Verleger
- 1892: Newton Booth, US-amerikanischer Politiker, Gouverneur von und Senator für Kalifornien
- 1892: Wilhelm Büchner, deutscher Apotheker, Chemiker, Fabrikant und Politiker
- 1893: Karl Braun, deutscher Politiker
- 1895: Karl Heinrich Ulrichs, deutscher Aktivist der Homosexuellen-Bewegung
- 1896: Luther Whiting Mason, US-amerikanischer Musikpädagoge
- 1896: Raffaele Monaco La Valletta, italienischer Kurienkardinal
- 1898ː Alberta von Maytner, österreichische Schriftstellerin
- 1899ː Jeanette Schwerin, deutsche Sozialarbeiterin und Frauenrechtlerin

### 20. Jahrhundert

#### 1901–1950

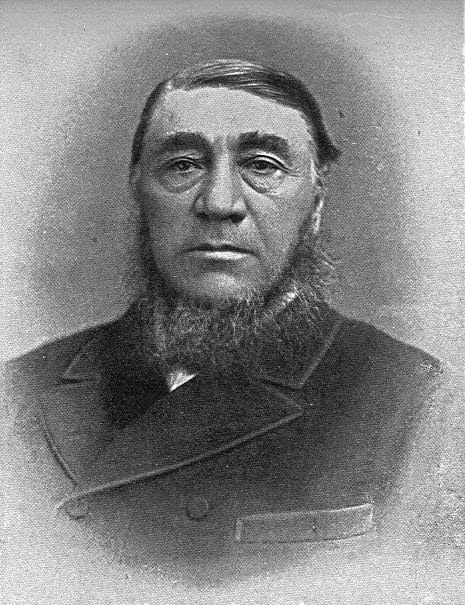
Paul Kruger († 1904)

- 1901ː Maria Isabella von Österreich-Toskana, Erzherzogin von Österreich und Prinzessin von Toskana
- 1904: Paul Kruger, südafrikanischer Politiker und Staatspräsident, Gründer des Kruger-Nationalparks
- 1907: William Henry Perkin, britischer Chemiker
- 1908: William Mason, US-amerikanischer Komponist

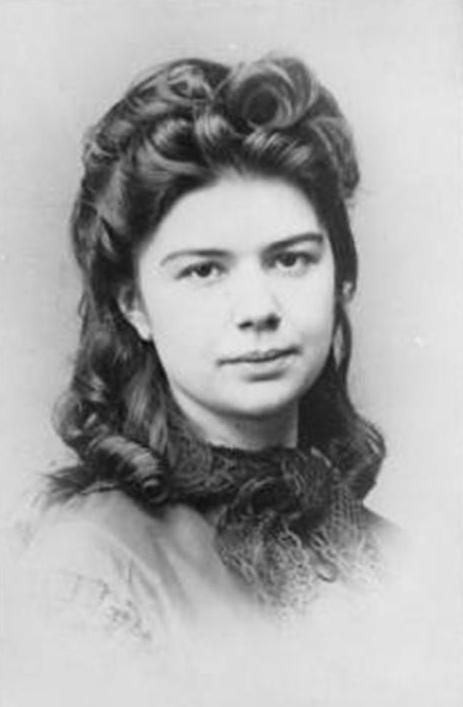
Franziska Feifalik († 1911)

- 1909: Emmerich von Arco auf Valley, deutscher Diplomat
- 1911: Franziska Feifalik, österreichische Friseurin und Vertraute der Kaiserin Elisabeth von Österreich-Ungarn
- 1911: Hermann Senator, deutscher Mediziner
- 1914: Jürgen Friedrich Ahrens, deutscher Lehrer und Heimatdichter
- 1915: Josef Čapek, tschechischer Komponist
- 1917: Octave Lapize, französischer Radrennfahrer

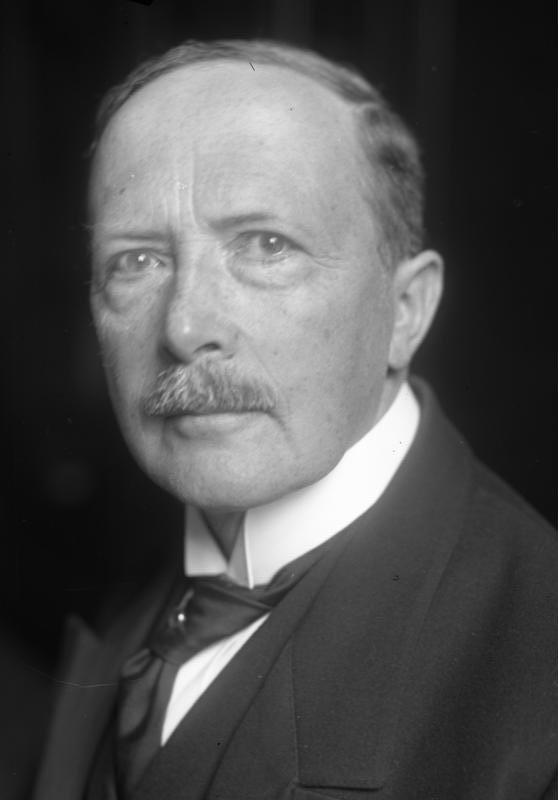
Walter Simons († 1937)

- 1918: Paul Cinquevalli, deutscher Jongleur
- 1920: Heinrich Friedjung, österreichischer Historiker, Publizist und Journalist
- 1923: Elise Fontane, Schwester Theodor Fontanes
- 1923: Gustav Haensel, deutscher Unternehmer und Kommunalpolitiker
- 1924: Franz Xaver Engelhart, deutscher Priester und Kirchenmusiker, Chorleiter und Komponist
- 1925ː Julie von Quadt-Wykradt-Isny, bayerische Adelige, Schriftstellerin und Stifterin des Franziskanerklosters Kelkheim (Taunus)
- 1927: Fritz Hofmann, deutscher Leichtathlet
- 1929: Karolina Utriainen, finnische Laienpredigerin
- 1929: Hans Delbrück, deutscher Historiker und Politiker
- 1931: Alfred Grenander, schwedischer Architekt
- 1934: Willo Welzenbach, deutscher Bergsteiger
- 1935: Edoardo Agnelli, italienischer Großindustrieller, Vizepräsident von Fiat

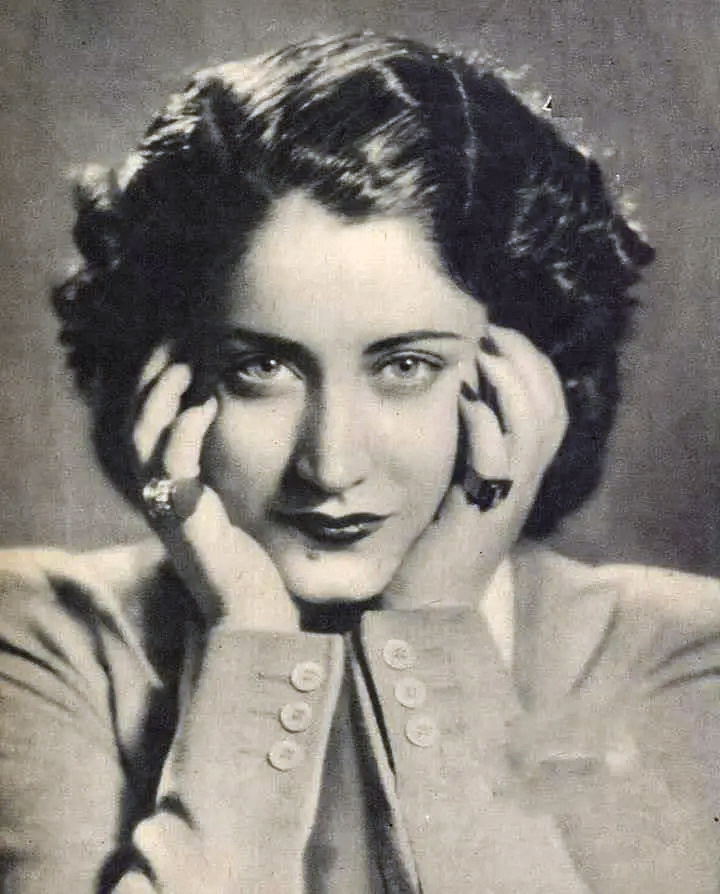
Asmahan († 1944)

- 1937: Walter Simons, deutscher Jurist und Politiker, Außenminister, Präsident des Reichsgerichts
- 1939: Alfons Mucha, tschechischer Plakatkünstler, Graphiker und Kunstgewerbler
- 1941: Martin Gauger, deutscher Jurist und Pazifist, verweigerte Hitler den Treueid
- 1943ː Marija Borowytschenko, ukrainische Sanitäterin
- 1943: Luz Long, deutscher Leichtathlet
- 1944: Asmahan, syrisch-drusische Sängerin und Schauspielerin
- 1946: Jorge Ubico Castañeda, guatemaltekischer Präsident und Diktator
- 1946: Arthur Greiser, deutscher Politiker, Gauleiter, Reichsstatthalter, Kriegsverbrecher
- 1946: Riley Puckett, US-amerikanischer Countrysänger
- 1947: Franz Servaes, deutscher Journalist, Kritiker und Schriftsteller
- 1949: Cäsar von Arx, Schweizer Dramatiker

#### 1951–2000
- 1951: Dario Ambrosini, italienischer Motorradrennfahrer
- 1951: Otto Antoine, deutscher Werbegrafiker und Vedutenmaler
- 1951: Sammy Jones, australischer Cricketspieler
- 1956: Jos van Son, niederländischer Fußballspieler
- 1957: John Horton Baker, britischer Automobilrennfahrer
- 1957: Herbert MacKay-Fraser, US-amerikanischer Automobilrennfahrer
- 1957: William Whitehouse, britischer Automobilrennfahrer

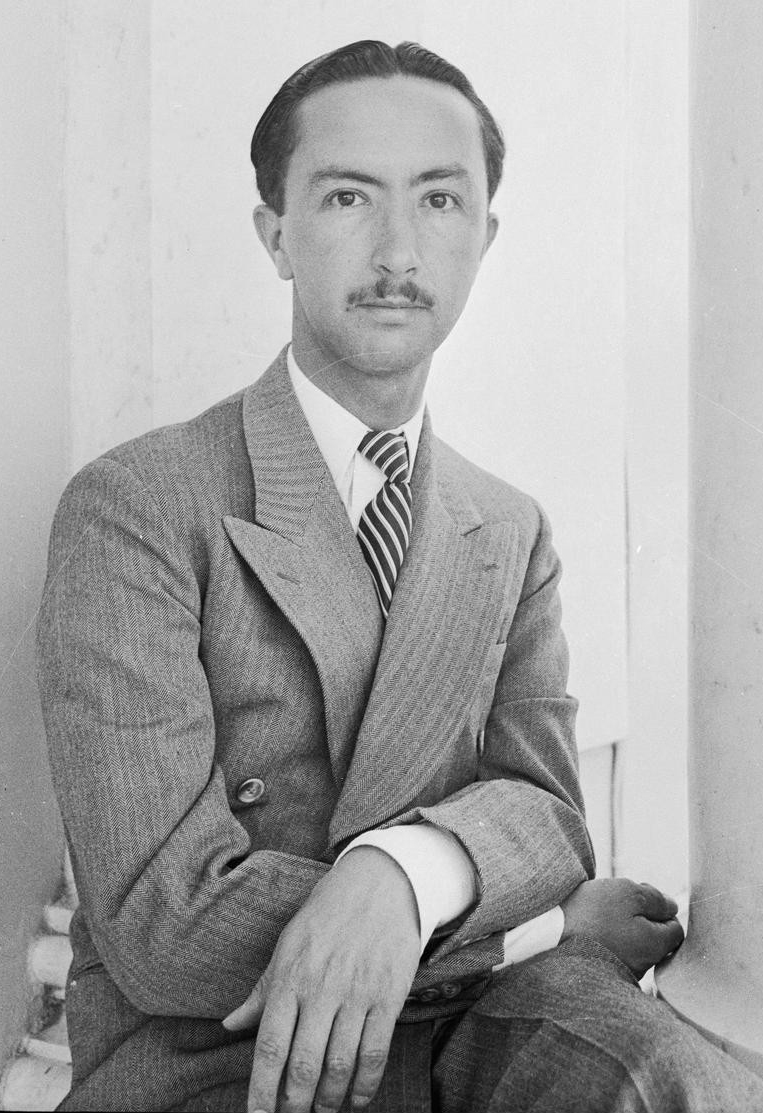
Abd ul-Ilah († 1958)

- 1958: Abd ul-Ilah, irakischer Prinz
- 1958: Faisal II., irakischer König
- 1959: Karlheinz Arens, deutscher Schriftsteller und Dramaturg
- 1959: Grock, Schweizer Musikclown und Komponist
- 1962: Luigi Brentani, Schweizer Jurist, Lehrer und Heimatforscher
- 1965: Alina Borioli, Schweizer Lehrerin und Schriftstellerin

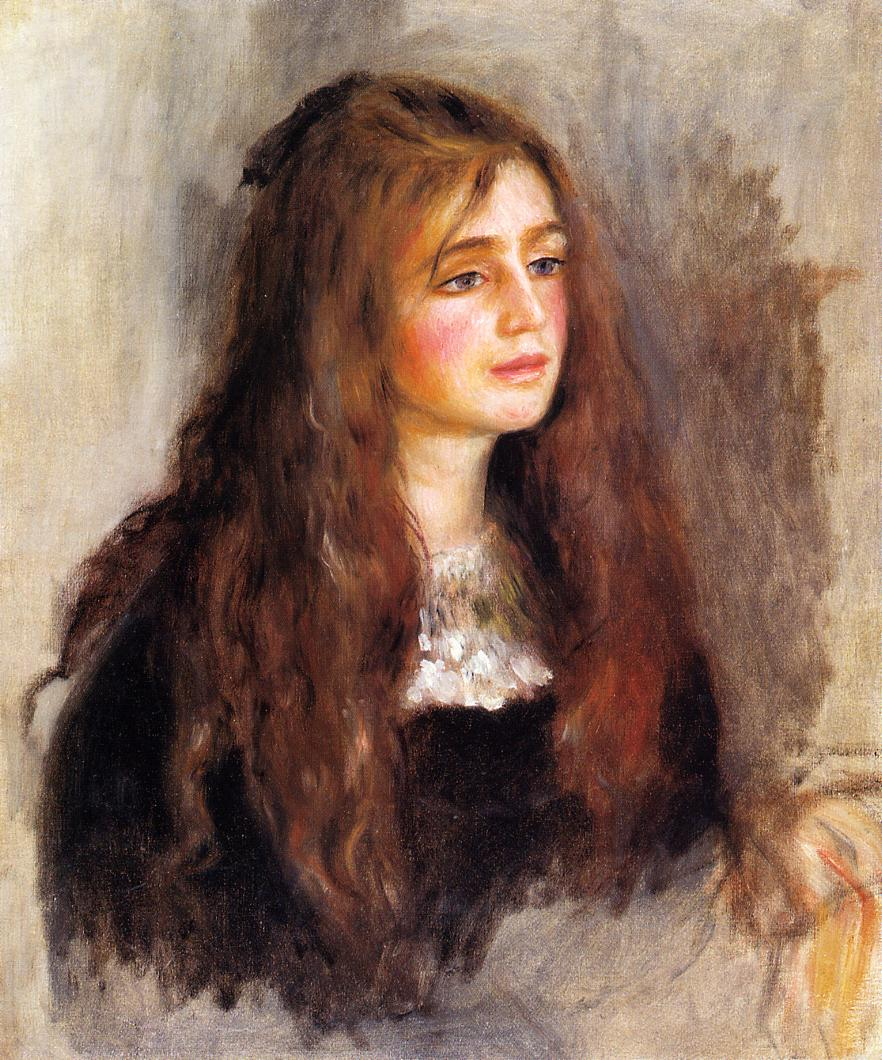
Julie Manet († 1966)

- 1965: Adlai Ewing Stevenson junior, US-amerikanischer Politiker
- 1966: Julie Manet, französische Malerin, Kunstsammlerin und Mäzenin
- 1966: Friedrich Middelhauve, deutscher Politiker und Verleger, MdL, Landesminister, MdB
- 1967: Thomas Otto Achelis, deutscher Gymnasiallehrer, Historiker und Autor
- 1967: Tudor Arghezi, rumänischer Schriftsteller
- 1970: Adolf Uzarski, deutscher Schriftsteller, Maler und Graphiker
- 1970: Herbert Zand, österreichischer Erzähler und Lyriker, Essayist und Übersetzer
- 1973: Clarence White, US-amerikanischer Musiker und Sänger
- 1973: Rudolf Bella, ungarischer Komponist
- 1975: Hermann Ahrens, deutscher Politiker, MdL, Landesminister, MdB
- 1976: Joachim Peiper, deutscher Offizier der Waffen-SS, Adjutant Heinrich Himmlers, Kriegsverbrecher
- 1978: Hanna Adenauer, deutsche Kunsthistorikerin
- 1979: Santos Urdinarán, uruguayischer Fußballspieler
- 1984: Siegfried Köhler, deutscher Komponist
- 1986: Raymond Loewy, französischer Industriedesigner
- 1986: Joseph Vogt, deutscher Althistoriker
- 1990: Walter Sedlmayr, deutscher Schauspieler
- 1991: Axel Eggebrecht, deutscher Autor
- 1991: Pawel Semjonowitsch Morosenko, sowjetischer Schauspieler
- 1992: Willy Lardon, Schweizer Ringer und Schwinger
- 1993: Léo Ferré, französischer Chansonsänger und -komponist, Autor und Anarchist
- 1994: Robert Jungk, deutsch-US-amerikanisch-österreichischer Publizist, Journalist und Zukunftsforscher, Träger des Alternativen Nobelpreises
- 1995ː  Gertrud Spiess, Schweizer Frauenrechtlerin und Politikerin (CVP)
- 1996: Volker Aschoff, deutscher Professor
- 1996: Jeff Krosnoff, US-amerikanischer Automobilrennfahrer
- 1996: Jean Rudolf von Salis, Schweizer Historiker, Schriftsteller und Publizist
- 1998: John Béchervaise, australischer Schriftsteller, Lehrer, Bergsteiger und Forschungsreisender
- 1998: Nguyễn Ngọc Loan, vietnamesischer General, Polizeichef von Saigon
- 1998: Mark Lasarewitsch Gallai, sowjetischer Testpilot und Ingenieur
- 1998: Herman David Koppel, dänischer Pianist und Komponist
- 1999: Jerzy Witkowski, polnischer Pianist
- 2000: Karl Friedemann, deutscher Widerstandskämpfer und Arbeiterfunktionär

### 21. Jahrhundert

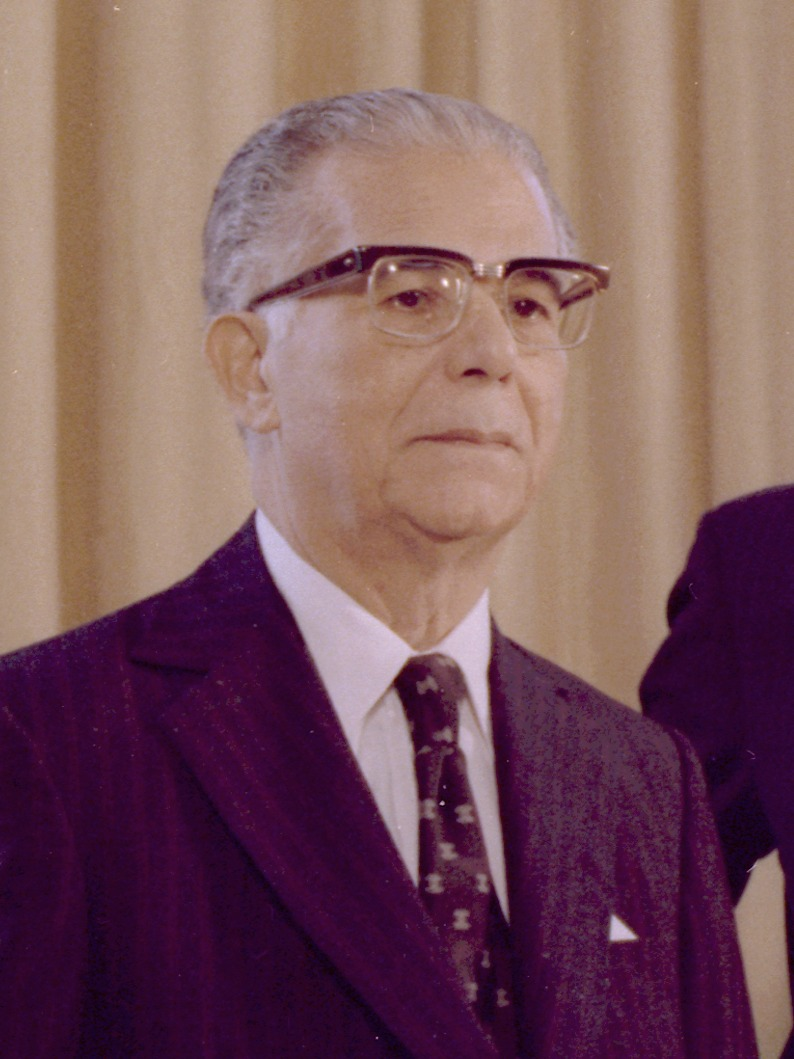
Joaquín Balaguer († 2002)

- 2002: Harry Igor Ansoff, russisch-US-amerikanischer Mathematiker und Wirtschaftswissenschaftler
- 2002: Joaquín Balaguer, dominikanischer Politiker und Schriftsteller, Staatschef
- 2003: Compay Segundo, kubanischer Musiker

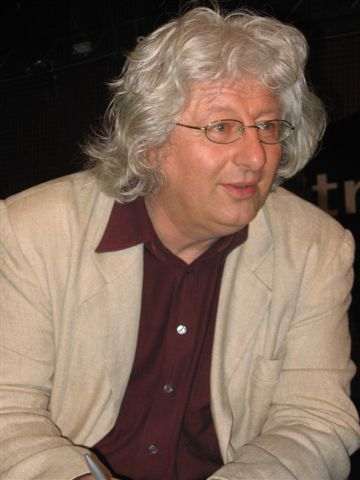
Péter Esterházy († 2016)

- 2003: Gerhard Dickel, deutscher Kirchenmusikdirektor, Kantor, Organist und Musikprofessor
- 2004: Hans A. Pestalozzi, Schweizer Manager, Gesellschaftskritiker und Autor
- 2005: Tilly Fleischer, deutsche Leichtathletin
- 2009: Josef Rudnick, deutscher Unternehmer und Politiker
- 2009: Heinrich Schweiger, österreichischer Schauspieler
- 2009: Zbigniew Zapasiewicz, polnischer Schauspieler und Theaterregisseur
- 2010: Charles Mackerras, australischer Dirigent

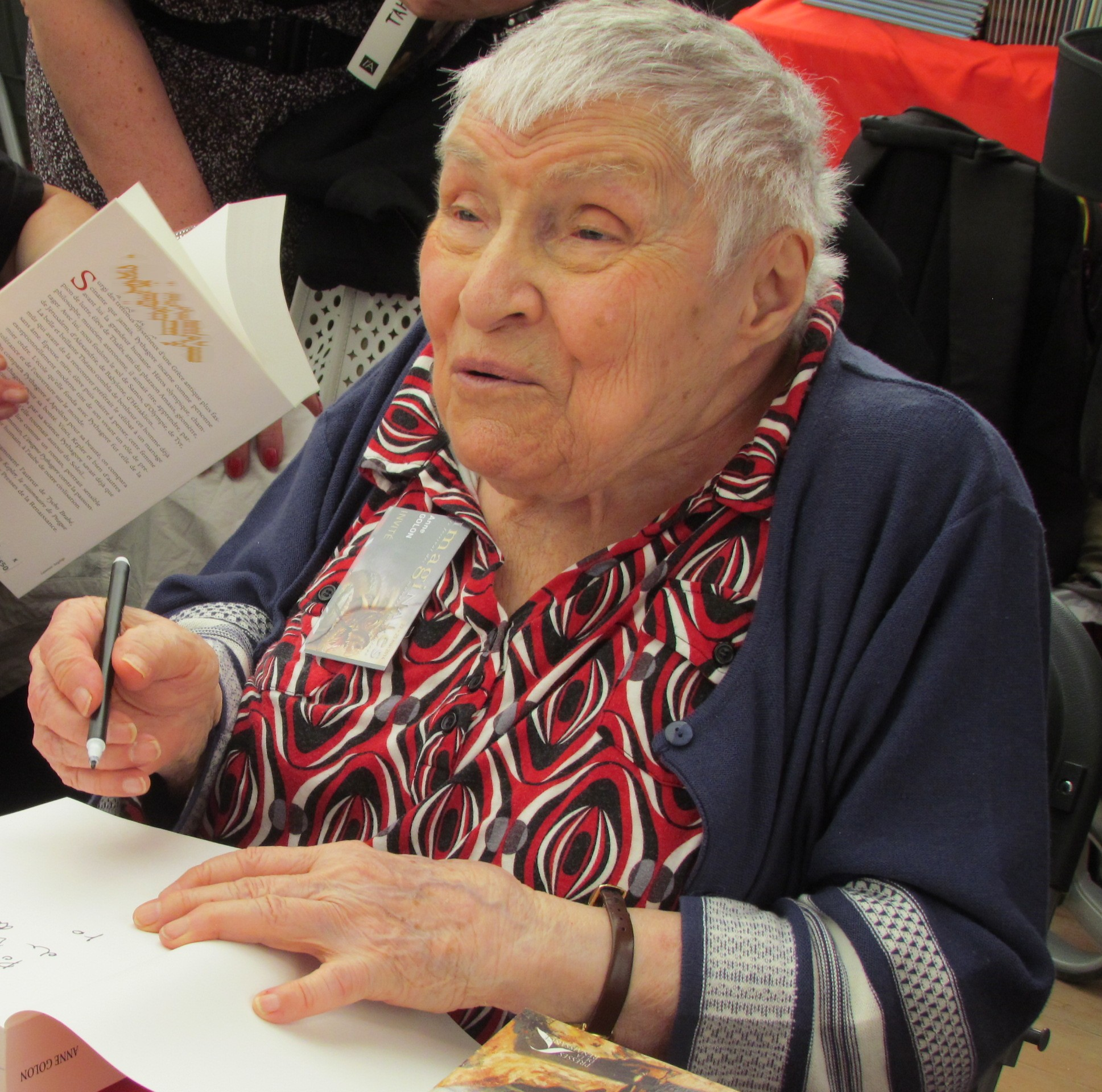
Anne Golon († 2017)

- 2011: Dekha Ibrahim Abdi, kenianische Friedensaktivistin
- 2011: Leo Kirch, deutscher Medienunternehmer
- 2012: John Campbell Arbuthnott, britischer Peer und Geschäftsmann, Mitglied des House of Lords
- 2012: Norbert Berger, deutscher Sänger (Cindy & Bert)
- 2013: Dennis Burkley, US-amerikanischer Schauspieler
- 2013: Doris Weller, deutsche Malerin
- 2014: Pia Gyger, Schweizer Ordensfrau
- 2014: Arturo Hotz, Schweizer Sportwissenschaftler
- 2015: Wolf Gremm, deutscher Filmregisseur
- 2015: Masao Horiba, japanischer Erfinder und Geschäftsmann
- 2016: Péter Esterházy, ungarischer Schriftsteller
- 2016: Thomas Wagner, deutscher Unternehmer
- 2017: Henning Brümmer, deutscher Brigadegeneral des Heeres der Bundeswehr
- 2017: Anne Golon, französische Schriftstellerin
- 2017: Maryam Mirzakhani, iranische Mathematikerin
- 2018: Franz Mörscher, deutscher Künstler
- 2018: Hubert Willeitner, deutscher Forstwissenschaftler und Holzbiologe
- 2018: Horst Witterstein, deutscher Boxer
- 2019: Frieder Burda, deutscher Kunstsammler und Ehrenbürger von Baden-Baden
- 2019: Hossain Mohammad Ershad, bangladeschischer Militär und Politiker
- 2020: Noël Martin, britisch-jamaikanischer Bauunternehmer, Opfer rechter Gewalt in Deutschland
- 2020: Gabriele Buschmeier, deutsche Musikwissenschaftlerin
- 2021: Christian Boltanski, französischer Künstler
- 2021: Mamnoon Hussain, pakistanischer Geschäftsmann und Politiker
- 2021: Jeff LaBar, US-amerikanischer Gitarrist
- 2021: Kurt Westergaard, dänischer Karikaturist
- 2022: Francisco Morales Bermúdez, peruanischer General und Präsident
- 2022: Jak Knight, US-amerikanischer Komiker und Schauspieler
- 2022: Ivana Trump, tschechisch-amerikanische Unternehmerin und Model
- 2022: Willem Vanderpol, kanadischer Wasserballspieler
- 2023: Michael Dusek, deutscher Fußballspieler
- 2024ː Sandra Booker, US-amerikanische Jazzsängerin, Autorin und Aktivistin
- 2024: Katrina Hanse-Himarwa, namibische Politikerin

## Feier- und Gedenktage
Staatliche Feier- und Gedenktage:
- Frankreich: Nationalfeiertag (1789)

Kirchliche Gedenktage:
- Karolina Utriainen, finnische Laienpredigerin (evangelisch)
- Hl. Kamillus von Lellis, italienischer Ordensgründer und Schutzpatron (katholisch)

Namenstage:
- Roland

Aktionstage:
- Internationaler Tag der nichtbinären Menschen

Weitere Einträge enthält die Liste von Gedenk- und Aktionstagen.